# 国際連合
国際連合（こくさいれんごう、国連、UN、ONU; アラビア語: الأمم المتحدة、中国語: 联合国/聯合國、英語: United Nations、フランス語: Organisation des Nations unies、ロシア語: Организация Объединённых Наций、スペイン語: Organización de las Naciones Unidas）は、国際連合憲章（国連憲章）の下で1945年10月に設立された国際機関。
第二次世界大戦の勃発を防げなかった国際連盟（旧連盟）の様々な反省を踏まえ、1945年10月24日に51ヵ国の加盟国で設立された。主たる活動目的は、国際平和と安全の維持（安全保障）、経済・社会・文化などに関する国際協力の実現である。2024年3月時点での加盟国は193か国であり、現在国際社会に存在する国際組織の中では最も広範・一般的な権限と、普遍性を有する組織である。
なお英語表記の「United Nations（ユナイテッド・ネイションズ）」は第二次世界大戦中の連合国（英: the Allies、Allied powers）の別名と同じだが、日本では「国際連合」の訳が一般に使用されている（詳細は名称を参照）。中国語では第一次世界大戦の中央同盟国と第二次世界大戦の連合国を「同盟國」、国際連合を「联合国/聯合國」と分けて呼んでいる。フランス語でも第二次世界大戦の連合国は「Alliés de la Seconde Guerre mondiale」、国際連合は「Nations unies/Organisation des Nations unies」と分けられている。

## 概要

水色は現在の国際連合の加盟国。非加盟国は西サハラ、パレスチナ、バチカン市国。なお中華民国（台湾）、コソボ、ソマリランド、南オセチア、アブハジアなどは他の加盟国の領土の一部とみなされている。

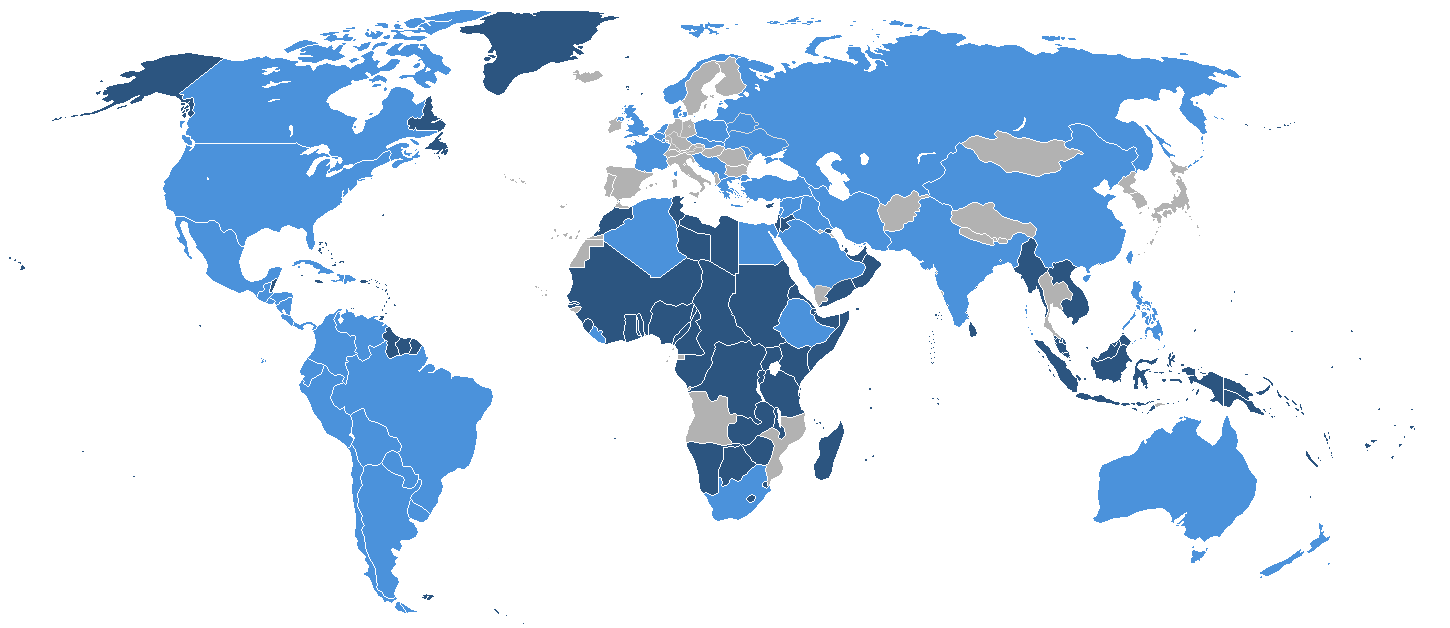
水色は1945年の設立時の原加盟国、青は原加盟国の保護国や海外領土

国際連合は前述の反省を踏まえ、アメリカ合衆国、イギリス、ソビエト連邦、中華民国などの連合国（the united nations）が中心となって設立された。国連憲章は1945年4月から6月にかけて開かれたサンフランシスコ会議で調印され、同年10月24日に正式に発効した。
発足時の原加盟国は、イギリスやソビエト連邦の構成国であった一部の国を含めた51か国であった。2024年3月現在、国際連合の加盟国数は193か国で、世界のほぼ全地域を網羅している。最も新しい加盟国は、南スーダン（2011年7月14日加盟）である。
国連の目的は国連憲章第1条に記されており、目的は次の三つである。
- 国際平和・安全の維持
- 諸国間の友好関係の発展
- 経済的・社会的・文化的・人道的な国際問題の解決のため、および人権・基本的自由の助長のための国際協力

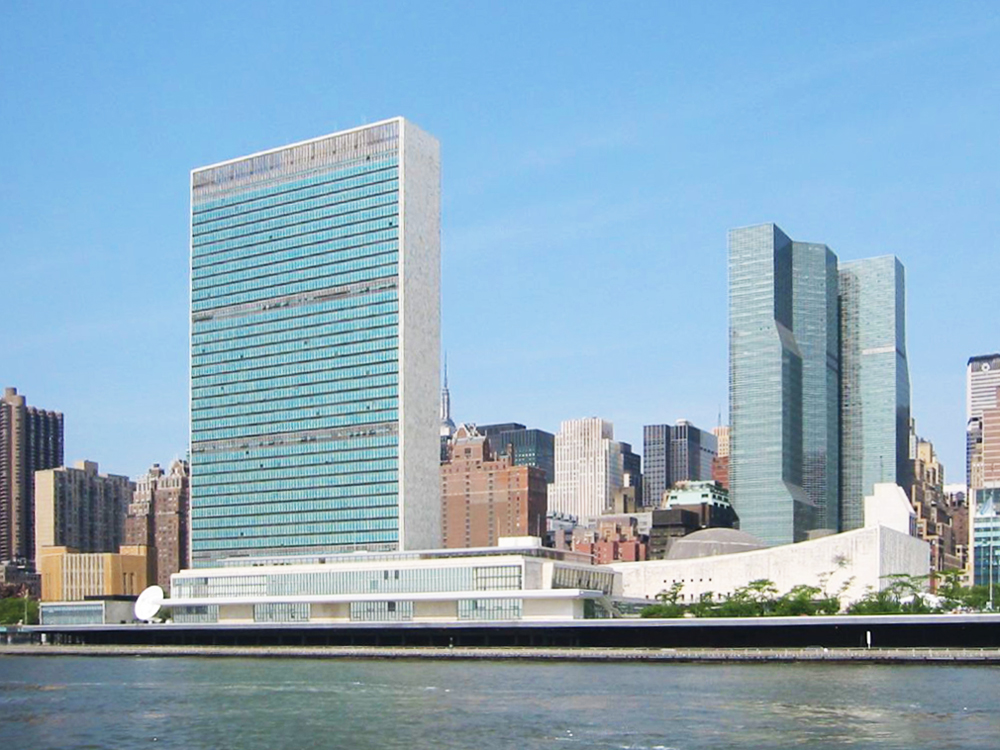
ニューヨークにある国連本部

これらの目的を達成するため、総会、安全保障理事会、経済社会理事会、信託統治理事会、国際司法裁判所、事務局という6つの主要機関と、多くの付属機関・補助機関が置かれている。加えて、15の専門機関と多くの関連機関が国連と連携して活動しており、全体として巨大かつ複雑な国連システム（国連ファミリー）を形成している。
国連本部は、アメリカ合衆国のニューヨーク・マンハッタン島にある。本部ビルは、オスカー・ニーマイヤーを中心とした建築家国際委員会が設計したが、現在老朽化しており、新館を建築家・槇文彦が設計予定である（ただし、国際連合の資金難により計画は滞っている）。そのほか、ジュネーヴなど世界各地に事務所が置かれている。
国際連盟との間には法的な継続性がないものの、国際司法裁判所や国際労働機関等の機関を旧連盟から引き継いでいる。

## 名称

公式ロゴ

「英語: the United Nations（連合国）」という言葉が初めて用いられたのは、第二次世界大戦中、日独伊の枢軸国と対戦していた26か国がアメリカ合衆国のワシントンD.C.に集まり、1942年1月1日、枢軸国への対決を明らかにした「連合国共同宣言（ワシントン宣言）」においてである。この名称は、前日の1941年12月31日、ルーズベルト大統領がチャーチル首相に提案して同意を得たとされる。戦後の国際的な平和組織の名称としては、前述の通り1943年8月に作成されたアメリカ国務省の案の中で既に使用されていたが、その後、連合国側の構想の中で使用されるようになった。一方のソ連は「世界連邦（せかいれんぽう）」という名称を提案していた。
国際連合の設立に尽力したルーズベルト大統領は、サンフランシスコ会議開幕直前である1945年4月12日に死去した。会議では、「United Nations」という英語は複数形であり国際機構を意味するものとしては不適当ではないかとの意見もあったが、彼に対する敬意を表してこの名称を採用することが合意された。しばらくは文法上の理由からUnited Nations Organization（UNO）という名称も使われたが、次第に使われなくなった。
一方、フランス語では「機構」を示す「Organisation」を付してOrganisation des Nations uniesから、「ONU」との略称を用いている。スペイン語（Organización de las Naciones Unidas）、イタリア語（Organizzazione delle Nazioni Unite）も同様である。ドイツ語でも正式名称はOrganisation der Vereinten Nationenであるが、通常は Vereinte Nationen「連合国」を用いることが多い。略称は「UN」が一般的である。
日本では、戦争中の国家連合の名称としては「連合国（れんごうこく）」、国際機構に対しては「国際連合（こくさいれんごう）」との訳語が一般に用いられてきた。後者を軍事同盟の連合国と区別するために「国際連合」と意訳したのは外務官僚であるとされる。ただし、連合国側も枢軸国の占領時には連合国について "the Allied Powers" と表記しており、"the United Nations" という用語を軍事的な意味で継続して使用する意思はなかった。1944年（昭和19年）10月にダンバートン・オークス会議で発表された「国際連合憲章の原案（「一般的国際機構設立に関する提案」）」を同年12月に外務省が翻訳した際には、既に「国際連合」という訳語が用いられており、その後も国際機構を指す言葉としては戦中から戦後、現在に至るまで使用されている。朝日新聞は、当時条約局事務官で、後に駐英大使を務めた森治樹が名付け親だとする話を報じている。
日本と同様に漢字を使用している中華民国（台湾）や中華人民共和国では「聯合國／联合国」が主に用いられている。

## 歴史

### 設立に至る経緯

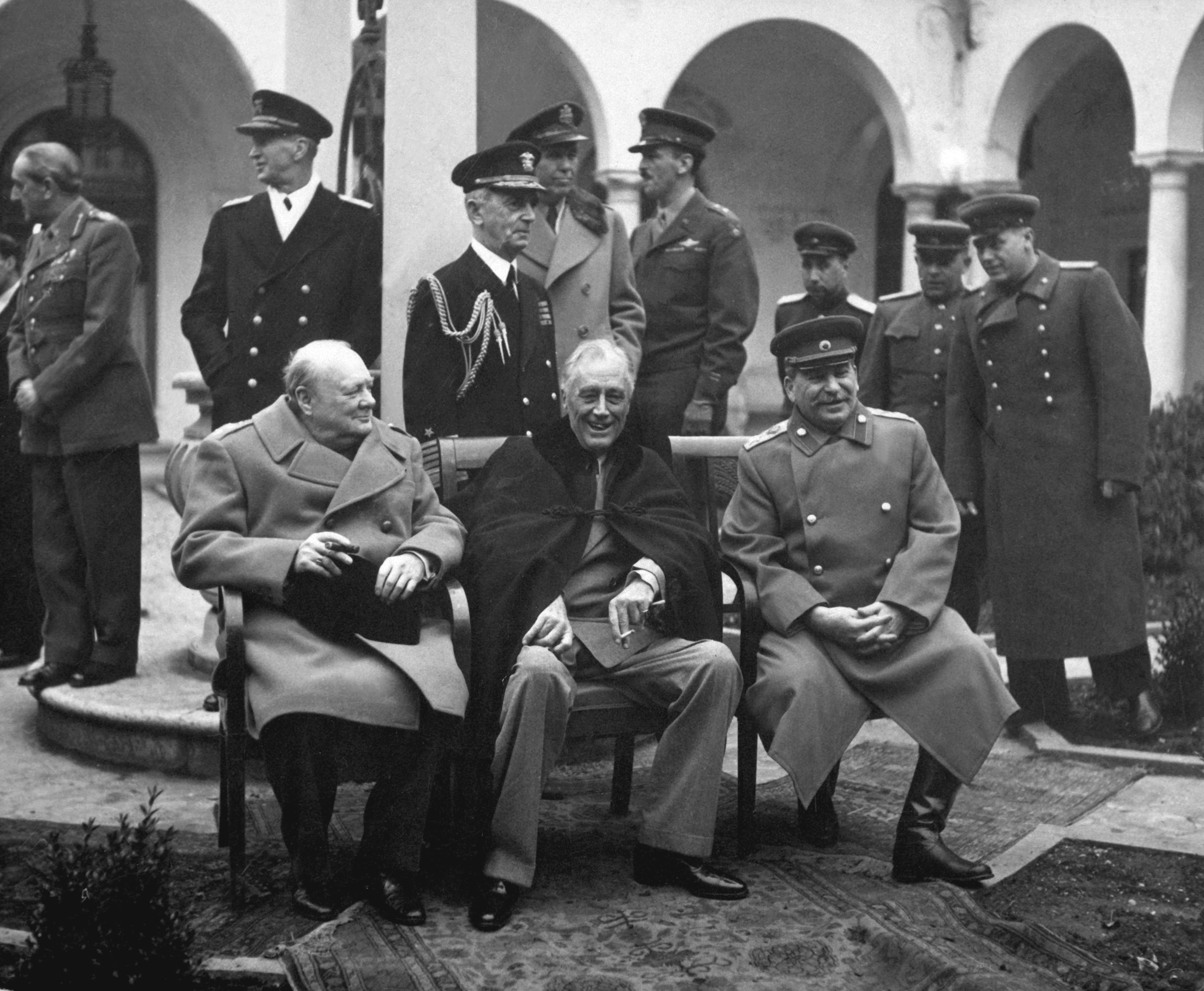
国際連合の設立に主要な役割を果たした（左から）ウィンストン・チャーチル、フランクリン・ルーズベルト、ヨシフ・スターリン（ヤルタ会談にて）。

公称では、国連の前身は国際連盟である。旧連盟は1919年、国際協力の促進と平和安寧を完成することを目的として設立された。しかし、アメリカが参加せず、ソビエト連邦も1934年まで加盟せず、一方、日本、ドイツ、イタリアが脱退するなど、有力国の参加を欠いたこともあって、十分な力を発揮することができず、第二次世界大戦の勃発を防ぐことができなかった。
1941年8月、カナダ東海岸ニューファンドランド島沖のプリンス・オブ・ウェールズの艦上で、アメリカのフランクリン・ルーズベルト大統領とイギリスのウィンストン・チャーチル首相が会談し、大西洋憲章を提唱した。そこでは、戦後の世界に旧連盟に代わる国際平和機構を創設するとの構想が、抽象的だが既に示されていた。その後、アメリカ国務省の内部で、戦後国際機構の構想が急速に進み、サムナー・ウェルズ国務次官の下に国際機構小委員会が設置され、1942年10月作業を開始して1943年3月には「国際機構憲章草案（英語: Draft Constitution of International Organization）」がほぼ完成していた。コーデル・ハル国務長官がこれを練り直して、同年8月「国際連合憲章（英語: The Charter of the United Nations）草案」を完成させ、ハルは「国連の父」と呼ばれることになる。
同年7月、イギリスもヨーロッパの安全保障に力点を置いた構想を策定してアメリカに提示したが、アメリカの案は、より世界的な機構とし、安全保障だけでなく経済社会問題も扱うべきだとの考えに基づいたものであった。そして、同年8月にケベックで米英首脳会談が開かれたが、その時点で、米英ソ中の4国が「すべての国の主権平等に基礎を置き、大国小国を問わずすべての国の加盟のために開放される、国際の平和と安全の維持のための一般的国際機構」を創設する必要があるとの、後のモスクワ宣言の草案が既に作成されていた。
1943年10月にモスクワで開かれたアメリカ、イギリス、ソ連による外相会議で「一般的安全保障に関する4か国宣言」が出され、ほぼ草案どおりの文言で、第二次世界大戦後に国際的な平和機構を再建する必要性が訴えられた。こうして、アメリカ案に沿った国際機構の創設が連合国側の構想として公式に示されることになった。同年のカイロ宣言（米英中）、テヘラン宣言（米英ソ）でも、米英ソ中の4大国が「世界の警察官」（「四人の警察官」と呼ぶ事もある。）としての役割を果たすことが合意された。
これを受けて、1944年8月〜10月、ワシントンD.C.のジョージタウンにあるダンバートン・オークス・ガーデンにおいて、アメリカ合衆国、イギリス、ソビエト連邦、中華民国の代表が会議を開き、国際連合憲章の原案（一般的国際機構設立に関する提案）を作成した（ダンバートン・オークス会議）。ここでは、加盟国全部を含む総会と、大国中心に構成される安全保障理事会の二つを主体とする普遍的国際機構を作ることが合意された。
その後、安保理常任理事国の拒否権をどの範囲で認めるかについて、米英とソ連との交渉が続いたが、1945年2月に開催されたヤルタ会談において、大国の拒否権は実質事項のみで、手続事項には適用されないこと、紛争の平和的解決が試みられている間は当事国は表決に加わらないとの妥協が成立した。すなわち、米英ソ中に、イギリスの希望によりフランスを加えた5か国が拒否権を有する安保理常任理事国となるという「5大国一致の原則」が合意された。

サンフランシスコ会議の模様

1945年4月25日から6月26日にかけて、日本またはドイツ（なお同国は会議中の5月7日に降伏）に宣戦している連合国50か国の代表がサンフランシスコに集まり、国際連合設立のための会議を開いた。ダンバートン・オークス会議で作成された憲章原案に基づき審議が行われ、6月26日、50か国が国際連合憲章に署名して会議は終結した。ポーランドは会議に代表を送っていなかったが、その後国連憲章に署名し、原加盟国51か国の一つとなった。そして、アメリカ、イギリス、フランス、ソ連、中華民国およびその他の署名国の過半数が批准した1945年10月24日に、国際連合が正式に発足した。10月24日は国連デーとして各国で記念されている。

### 設立後と冷戦

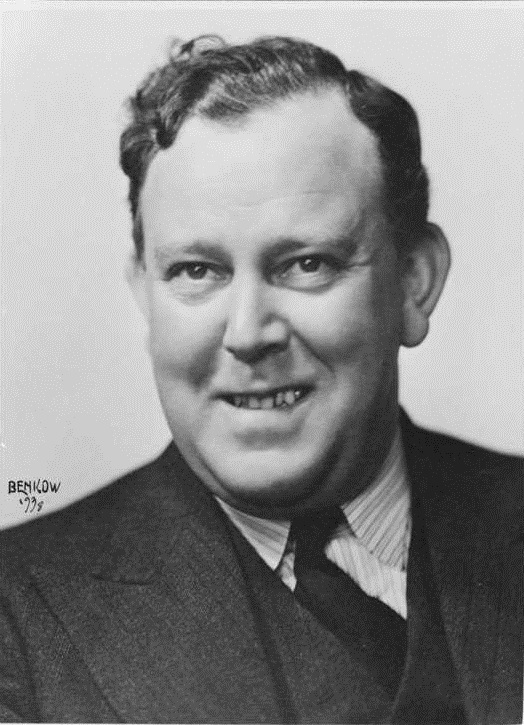
初代国連事務総長のトリグブ・リー

1946年から1953年までの間、初代事務総長を務めたのはトリグブ・リー（ノルウェー出身）であった。その任期中にはパレスチナ問題が顕在化し、1947年11月29日の総会でパレスチナ分割決議がなされたが、翌1948年から第一次中東戦争に至った。国際連合休戦監視機構（UNTSO）が派遣され、事実上初の国連平和維持活動（PKO）となった。
1950年には朝鮮戦争が勃発し、安全保障理事会でのソ連不在の間に米国を中心に多国籍軍が派遣される事態となった。国連の目指した集団安全保障は、冷戦の影響もあり機能不全に陥っていた。一方、1948年に世界人権宣言が総会で採択され、1951年には難民条約が採択されて国連難民高等弁務官事務所（UNHCR）が発足するなど、安全保障以外の面での活動も始まっていった。
1953年から1961年までの第2代事務総長ダグ・ハマーショルド（スウェーデン出身）の任期中にも、パレスチナ問題は再燃し、1956年の停戦違反を機に第二次中東戦争に至った。安保理は英仏の拒否権により機能停止に陥ったが、事務総長のリーダーシップにより、総会決議に基づいて第一次国連緊急軍が派遣され、これが初の正式なPKOとなった。他方、1953年のアイゼンハワー米大統領による国連総会での平和のための原子力演説を契機として、1957年に国際原子力機関（IAEA）が発足した。その前年の1956年には、日本も国連加盟を果たした。
ハマーショルド事務総長の手腕はソ連圏を除く加盟国から絶大な信頼を得、非加盟国である中華人民共和国を1955年に訪問して朝鮮戦争で捕虜となっていた国連軍兵士の釈放交渉を成功させ、1958年のレバノン紛争、プレア・ビヘア寺院事件、ラオス問題などで緊張緩和に努め、「国連のプレゼンス」という言葉が国際外交で常用語となった。1960年のコンゴ動乱ではPKOとして国連コンゴ活動が展開され、事務総長も調停に努めたが、1961年9月、事務総長は任務遂行中に北ローデシア（現：ザンビア）の飛行機事故で死亡した。
1961年から1971年まで第3代事務総長を務めたのはウ・タント（ビルマ出身）である。これに先立つ1960年の植民地独立付与宣言（総会決議）に象徴されるように、1960年代には多くの植民地が独立を果たし、次々と国連に加盟した。1961年、第1回非同盟諸国会議が開かれ、米ソいずれの陣営にも属しない非同盟諸国が国連の多数派として出現し、1965年には加盟国の約7割に達した。1962年にはジョン・F・ケネディ大統領とニキータ・フルシチョフ最高指導者の政権下でキューバ危機が発生した。第二次世界大戦後のなかで最も米ソの核戦争（第三次世界大戦）開戦一歩手前までの緊張状態に陥った。

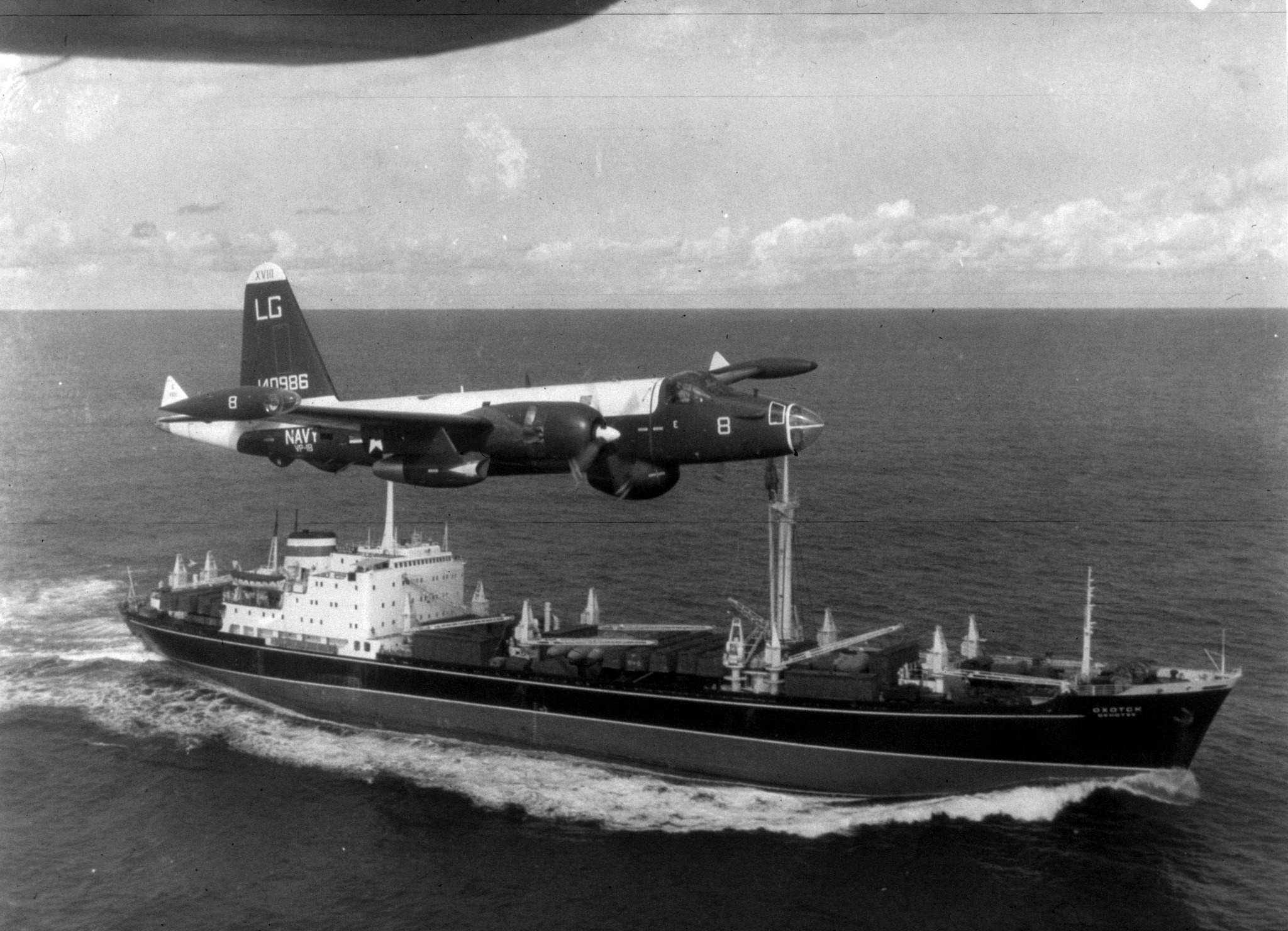
アメリカ合衆国の軍用機とソ連の貨物船（キューバ危機）

キューバ危機によって、世界各国にかつてないほどの混乱を招いた。国連では緊急安保理特別会合が開かれ、ウ・タント事務局長は米ソ両国に書簡を送り自制を求め、第三次世界大戦開戦へのエスカレーションは回避された。この一連の危機の経験は後世の核戦争回避への大きな教訓とされ、2つの国の政府首脳間を結ぶ緊急連絡用の直通電話「ホットライン」がソ連とアメリカ間に初めて設置された。そして翌年8月に部分的核実験禁止条約が締結された。
1964年、第1回国連貿易開発会議（UNCTAD）が開かれ、そこで途上国による77ヶ国グループ（G77）が結成された。G77はその後も構成国を増やし、国連での投票等で一致した行動をとることによって先進国に対抗する大きな力を有するに至っている。
ウ・タント事務総長も、非同盟主義に共鳴する立場から、冷戦下における東側と西側が持つイデオロギー性を批判し、1965年から1975年間に行われたベトナム戦争をめぐってリンドン・ジョンソン米大統領と距離を置くとともに、途上国の開発の問題を訴えた。また、ベトナム戦争中のアメリカ軍の非人道的な出来事（クラスター爆弾、ナパーム弾、枯葉剤を使用）により、世界がアメリカ合衆国への不信感が際立った。同時期、非同盟諸国を中心に英仏などの西側、ソ連などの東側の賛成も得てアルバニア決議が採択されて中華民国が追放され、同国と対立する中華人民共和国に常任理事国が交代した。
彼の任期中には、1963年に初の核軍縮条約である部分的核実験禁止条約（PTBT）が署名され（同年発効）、1968年に核不拡散条約（NPT）が総会で採択される（1970年発効）など、核軍縮への取り組みも始まった。また、彼は宇宙船地球号を掲げて地球環境問題にも取り組み、アースデーの制定と後の国連人間環境会議の開催決定や国連環境計画（UNEP）設立決定に関わるなど国連は新しい任務を負うこととなった。
1972年から1981年までの第4代事務総長クルト・ヴァルトハイム（オーストリア出身）の任期中には、1973年の第四次中東戦争とそれに対する第二次国連緊急軍（UNEF II）の派遣、キプロス問題の再燃などがあった。ゴラン高原方面については、1974年より国際連合兵力引き離し監視軍（UNDOF）が設置された。
1973年には国際連合大学が日本の東京都渋谷区に、1980年には国連平和大学がコスタリカに大学を設立、両大学は国連システムと国連加盟国のシンクタンクとしての機能を持つ。社会経済開発分野では、南北問題も深刻化し、石油輸出国機構（OPEC）による石油禁輸（オイルショック）、1974年の国連資源特別総会の開催に見られるように資源ナショナリズムが高揚した。1981年のカンクンでの南北サミットでは事務総長の努力にもかかわらず南北関係が好転しなかった。
1982年から1991年までの第5代事務総長ハビエル・デクエヤル（ペルー出身）の任期中には、イラン・イラク戦争、アフガニスタン紛争、ナミビア内戦、アンゴラ内戦などがあり、国連のあっせん・仲介で停戦など一定の成果が上がった。1982年には先住民作業部会が設立されるなど先住民の人権及び基本的な自由の促進と保護を重視されるようになった。1988年には将来的な米ソの核戦争回避を行うために中距離核戦力全廃条約を締結した。1989年にはベルリンの壁崩壊による東西ドイツの再統一、東欧革命などの一連の出来事によって冷戦は事実上終結した。
1991年7月には共産主義国の国際軍事同盟のワルシャワ条約機構が解散、12月にはソビエト連邦の崩壊によって独立した独立国家共同体（CIS）、バルト三国が国連に加盟した。東側諸国の影響力低下により、事実上のアメリカ合衆国一強時代となった。また、旧ソ連の後継国としてロシア連邦が常任理事国となった。安保理の平和維持機能も復活し、1991年の湾岸戦争では安保理の武力行使容認決議に基づき多国籍軍が派遣された。
1992年から1996年までの第6代事務総長ブトロス・ガリ（エジプト出身）の任期中にはカンボジア、ソマリア、ルワンダ、ボスニア、モザンビークなどに次々PKOが派遣され、ガリ事務総長が1992年の『平和への課題』と題する報告書で訴えたとおり、PKOに平和執行部隊としての機能も期待された。しかし、一定の成果を上げたカンボジアやモザンビークと異なり、ソマリア、ルワンダ、ボスニアではPKOは十分な役割を果たすことができなかった。
社会経済開発の分野では1992年、リオデジャネイロで環境と開発に関する国際連合会議（地球サミット）が開かれ、「持続可能な開発」の理念が普及した。1994年、国連開発計画（UNDP）が年次報告書で「人間の安全保障」という理念を提唱した。その他には1996年9月に包括的核実験禁止条約が総会によって採択されたが、未だに発効してない。朝鮮民主主義人民共和国（北朝鮮）は核拡散防止条約からの脱退を表明したことで安保理が北朝鮮への制裁を検討する事態となった。

### 21世紀

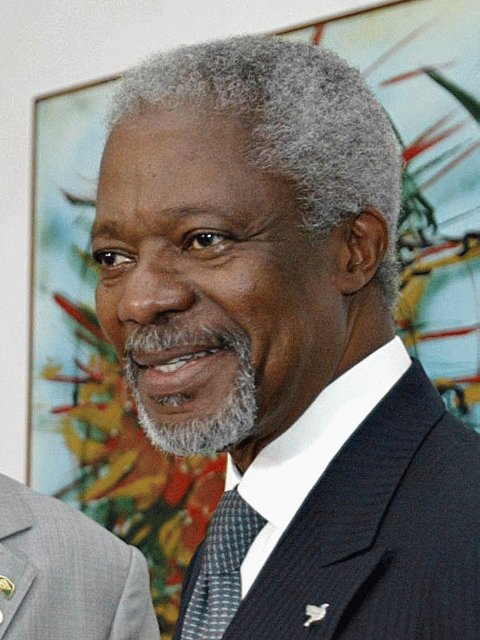
第7代事務総長を務めたコフィー・アナン。在任中の2001年にはより平和な世界のための取組みに対してノーベル平和賞を授与された。

1997年から2006年まで第7代事務総長を務めたコフィー・アナン（ガーナ出身）は、国連の行政改革に取り組み、縦割りを是正するため執行委員会の設置などを行った。彼の任期中には、1998年に国際刑事裁判所（ICC）設立に向けたローマ規程が採択され（2003年発足）、2000年のミレニアム記念総会（ミレニアム・サミット）で途上国の開発目標などを定める国連ミレニアム宣言が採択された。特に、後者は8つの章と32の主要目標からなり、サミットにおいて189ヶ国の首脳によって採択された。
2001年、国連はアナン事務総長とともにノーベル平和賞を受賞した。もっとも、イラク民衆救済のための石油食料交換プログラム（1995年-2003年）に関し、国連事務局幹部の不祥事が発覚し、アナンの息子が勤めていた会社と国連との不透明な関係も指摘されるなど、事務総長自身の廉潔性も問われることとなった。2001年9月にはアメリカ同時多発テロ事件、2004年にはマドリード列車爆破テロ事件に代表されるよう、国家間との戦いに代わってアルカーイダやイスラム国などテロ組織との戦いへと変化していった。平和を目指すという名目では国際連合はかつての連盟と違い、機能を果たしていた。
2002年3月には北大西洋条約機構（NATO）率いる国際治安支援部隊（ISAF）のほか、国際機関（IGO）及び非政府組織（NGO）等と連携して国連アフガニスタン支援ミッションを設立した。同年、永世中立を宣言するスイスなどが国連に加盟した。国連に加盟するのに半世紀もの時間と議論を有したことになる。
21世紀に入り、安保理の承認がない対外的な軍事力の行使は常に批判されるが、常任理事国による軍事力の行使は、国際社会や国連にそれを抑止する力がないので、だれにも抑止できない状態である。また、ソビエト連邦に変わって、台頭してきた中華人民共和国とアメリカの対立（新冷戦）が目立つようになった。

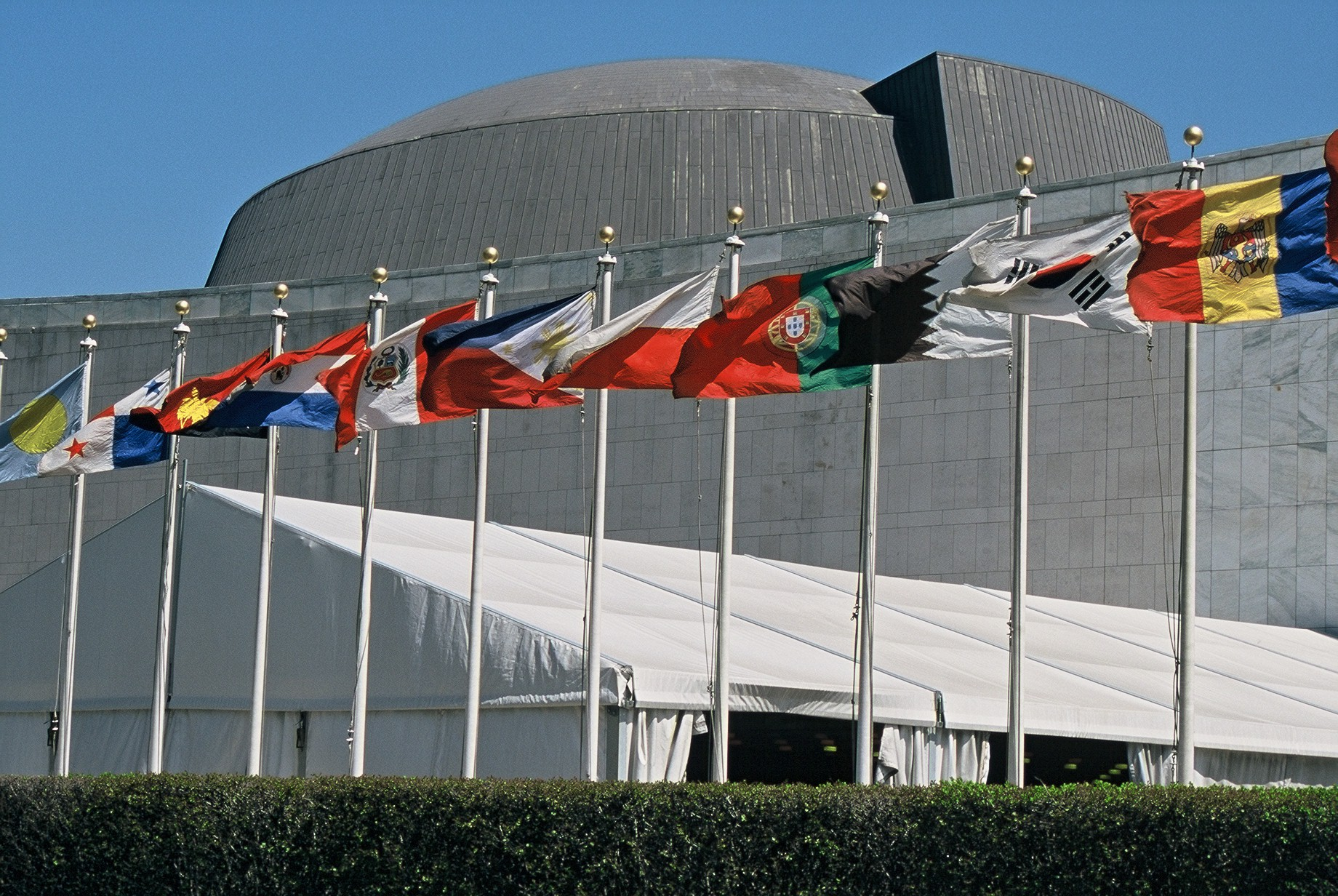
国連本部にある世界各国の国旗

2007年から2016年まで潘基文（韓国出身）が第8代事務総長を務めた。2007年に先住民族の権利に関する国際連合宣言を行った。国連広報官は「同宣言は国際的な法律基準のダイナミックな発展を意味し、また国際連合の加盟国の関心や関与が一定の方向に動いたことを示した」 と発言。先住民へのジェノサイドを行ってきた歴史を持つアメリカ合衆国やオーストリア、カナダ、ニュージーランドが反対、日本などは賛成を応じた。
2011年には東日本大震災の被害を受けた日本に対して、国連が世界各国に援助を求めた。同年、国際連合安全保障理事会決議1973に基づいてNATO諸国はリビア内戦に介入、 3月19日に米英仏を中心とする軍事介入が行われるに至った。結果的に反カダフィ勢力（アメリカ合衆国側）の勝利となった。

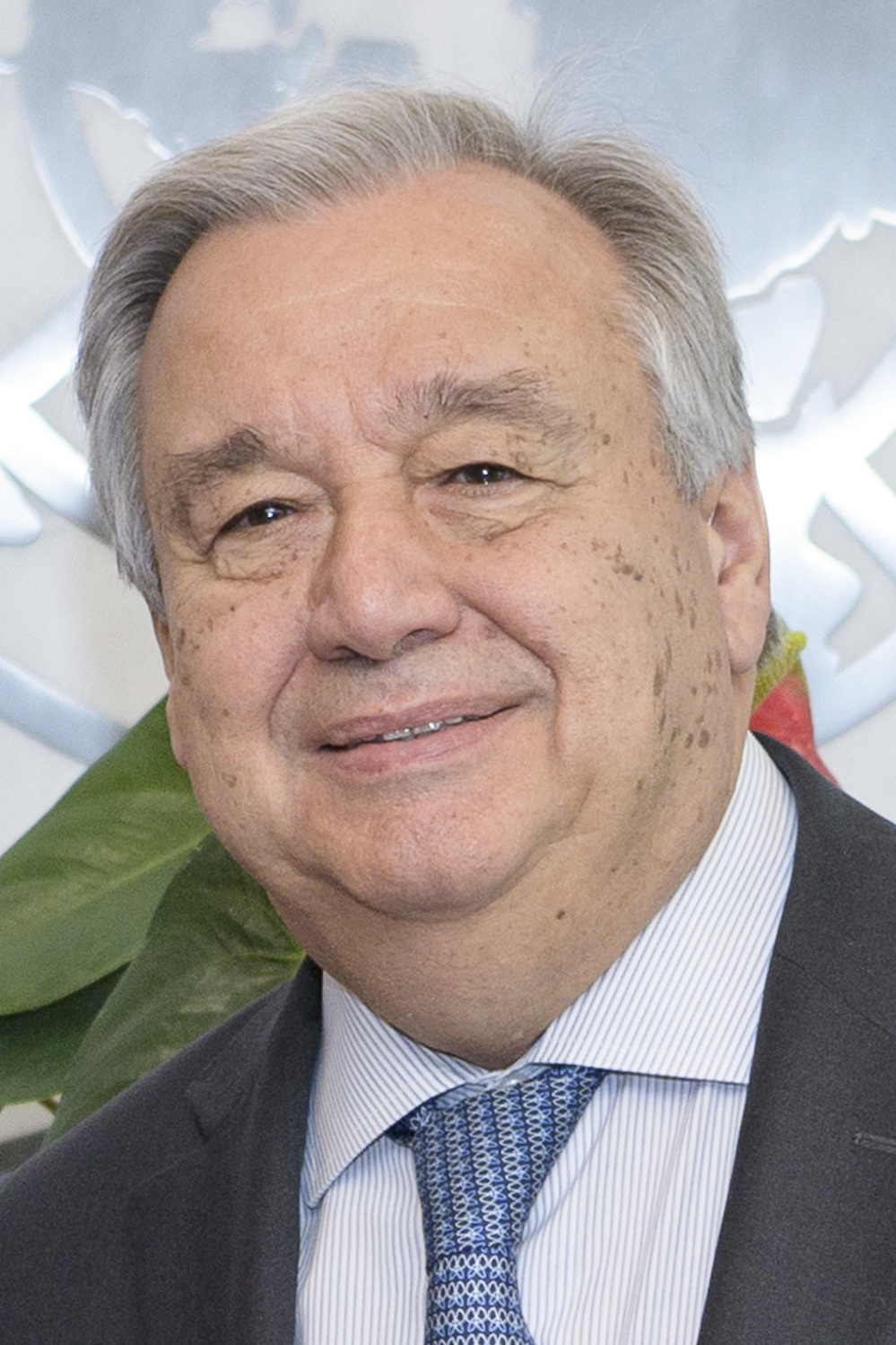
第9代事務総長アントニオ・グテーレス

2017年、第9代事務総長アントニオ・グテーレス（ポルトガル出身）が就任した。2019年には中国の影響力が増大した影響で米ソ間で締結した中距離核戦力全廃条約をドナルド・トランプ大統領が破棄した。国連は再び核への緊張と抑止に晒される事になる。
2020年代に入ると、新型コロナウイルス感染症（SARSコロナウイルス2）のパンデミックをきっかけに、声明と各国にコロナ対策や気候変動等の緊急課題を発表した。国連の専門機関であるWHO 世界保健機関のテドロス・アダノム事務総長とアメリカのドナルド・トランプ大統領が対立、アメリカ合衆国はWHOからの脱退を表明した。
2022年にはアメリカ、イギリス、フランス、ロシア、中国の核保有国が「核戦争に勝者なし」と、核戦争回避と軍縮に向けた異例の共同声明 を発表しグテーレス事務総長は歓迎したが、同時にロシアによるウクライナ侵攻の情勢悪化によって、大規模な大戦が勃発する可能性があるとしアメリカとロシアが国連緊急会合を行った。
同年2月21日、ロシアは国連憲章に反してドネツク人民共和国とルガンスク人民共和国を国家承認、国際社会から凄まじい批判をうけた。3日後の2月24日、ロシアはウクライナに全面侵攻した。国連では緊急会合が開かれ、グテーレス事務総長は涙ながらロシアに自制を求めたが、10分後にはロシアのプーチン大統領はウクライナへの全面侵攻を宣言をした。クリミア半島併合などを2014年に行ったが核保有をしている常任理事国が非核保有の独立国への全面侵攻する事は異例である。プーチン大統領は「ロシアには大量の核兵器がある。ロシアに対して邪魔をすれば敗北と悲惨かつ壊滅的な被害になる」と第三次世界大戦と核攻撃への突入にも辞さない事を発表、世界各国を脅し、ウクライナへの軍事支援を牽制した。G7各国やNATO諸国率いる西側諸国はロシアへの大規模な制裁を行っているが、軍事増援は第三次世界大戦につながる可能性が高いため（武器・防具の供与を除き）現在も行っていない。
また、常任理事国であるロシアは核及び拒否権を所持しているため、第二次世界大戦前の国際連盟と同じく、国際連合及び国連安全保障理事会も機能不全に陥っている。国際ハッカー集団の「アノニマス」がTwitterにてロシアへ宣戦布告をした。
侵攻から数日後、ウクライナ軍の激しい抵抗によりロシア連邦軍は苦戦していることをきっかけにプーチン大統領は再び核の使用を匂わせる言及を行い、ロシアは国際社会(特に先進各国ら)から孤立した。ウォロディミル・ゼレンスキー大統領はグテーレス事務総長にロシアの常任理事国の権利の剥奪を要求している。3月には、グテーレス事務総長は第三次世界大戦が起こる可能性が高いことを発表した。

## 機関

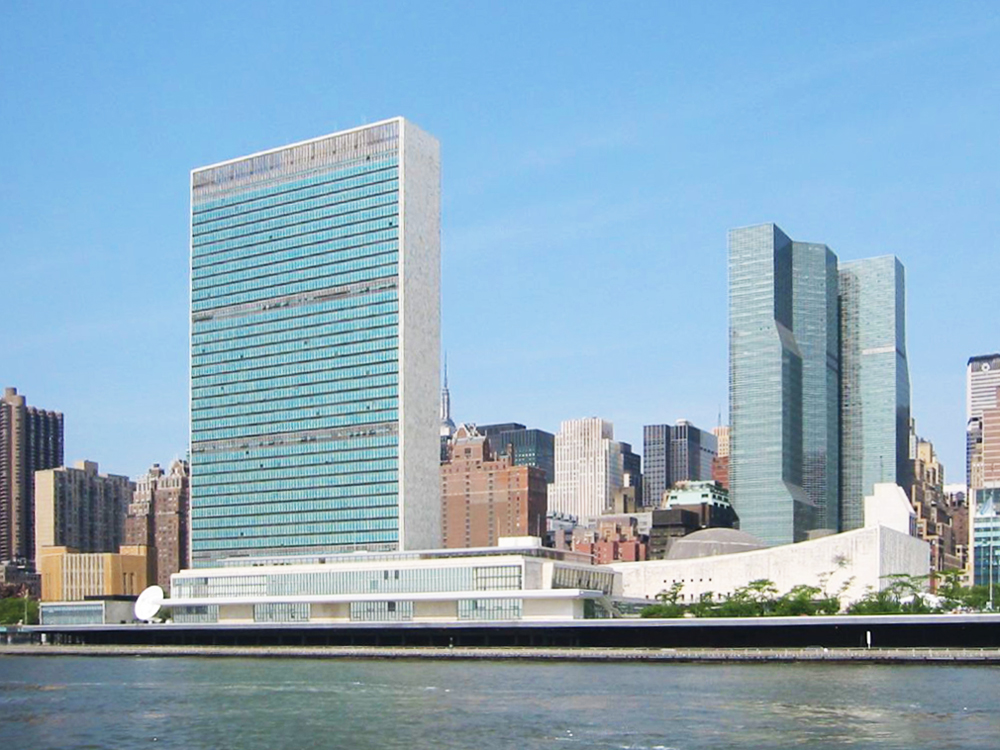
国際連合本部ビル（ニューヨーク）

国際連合は、6つの主要機関と、その下に置かれた付属機関・補助機関から成る。また、国際連合と連携関係を持ち、独立した専門機関、関連機関もある。こうした諸機関を総称して国連システムと呼ばれる。

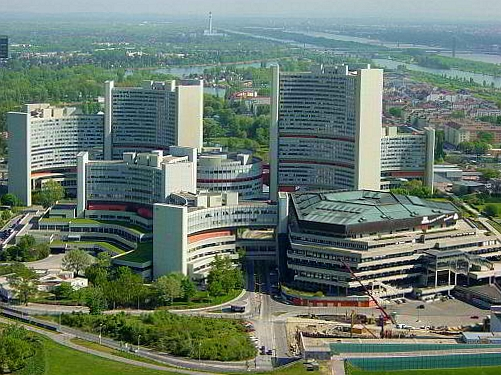
ウィーンにある国連ビル

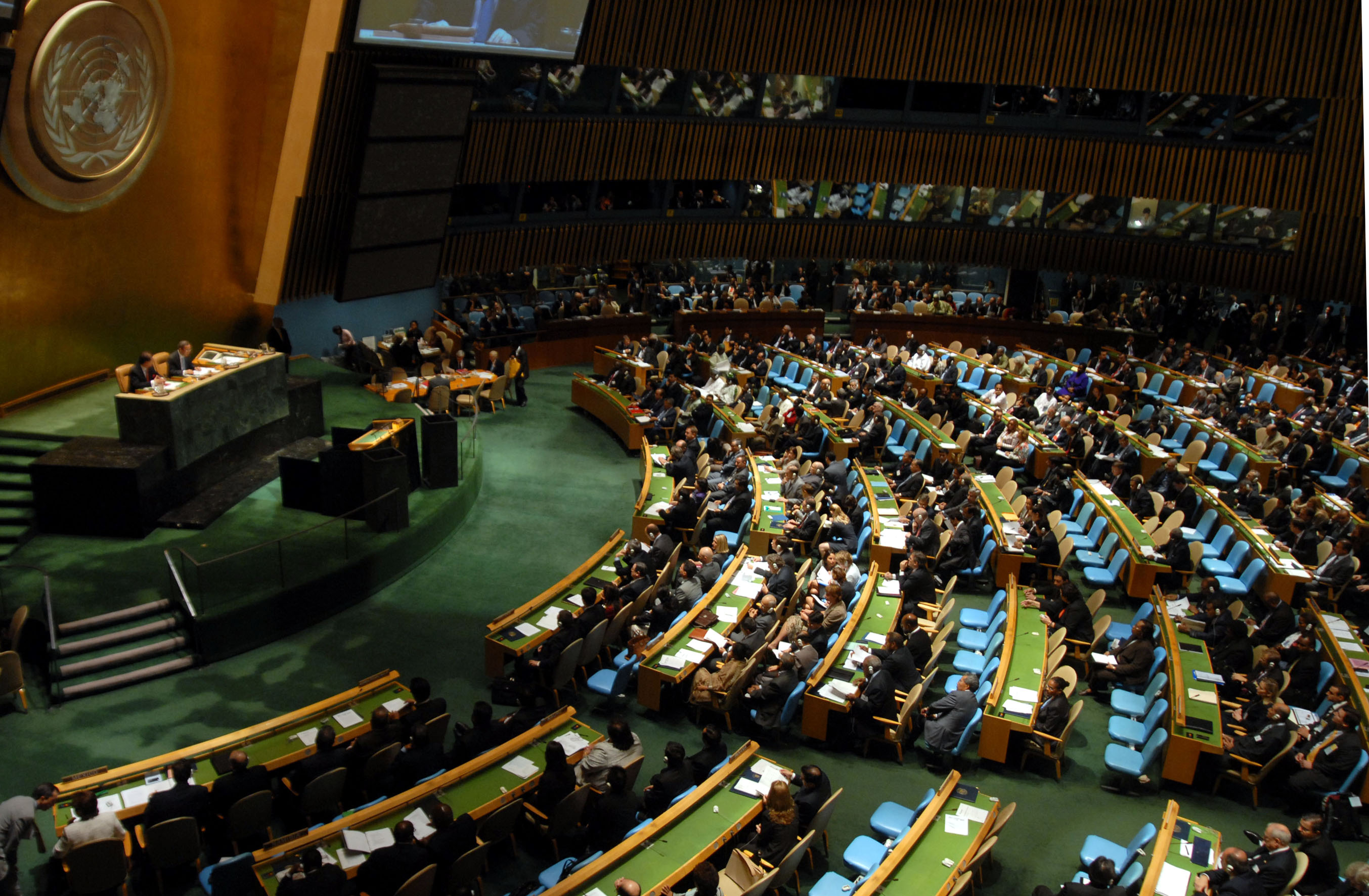
総会議事堂

### 主要機関
国際連合の主要機関として、総会、安全保障理事会、経済社会理事会、信託統治理事会、国際司法裁判所、事務局の6つの主要機関を設けている。

#### 総会
総会は全加盟国で構成され、国連の関与するすべての問題を討議する。各国が1票の表決権を有し、重要問題については3分の2、一般問題については過半数で決する多数決制が取られている。総会の決議は加盟国または安全保障理事会に対する勧告をすることができることにとどまり、法的拘束力を持たない。しかし、重要な国際問題に対する世界の世論を示すものであり、国際社会の道徳的な権威を備えている。
総会の通常会期は、毎年9月第3週目の火曜日に始まり、翌年の9月上旬まで続く。議長は、会期ごとに、5つの地域グループから持ち回りで選ばれる。会期の始めには、全体会議（プレナリー）が開かれ、そこで各国の元首・政府の長による一般討論が行われる。その後、ほとんどの議題は分野別に次の6つの主要委員会で審議される。全体会議は決議・決定を採択した後、12月に休会に入るが、主要委員会や他の下位機関での活動は様々な形で翌年の7月ころまで続くとされている。
| - 第1委員会：軍縮と国際安全保障 - 第2委員会：経済と金融 - 第3委員会：社会、人道と文化 | - 第4委員会：特別政治問題と非植民地化 - 第5委員会：行政と予算 - 第6委員会：法律 |

#### 安全保障理事会

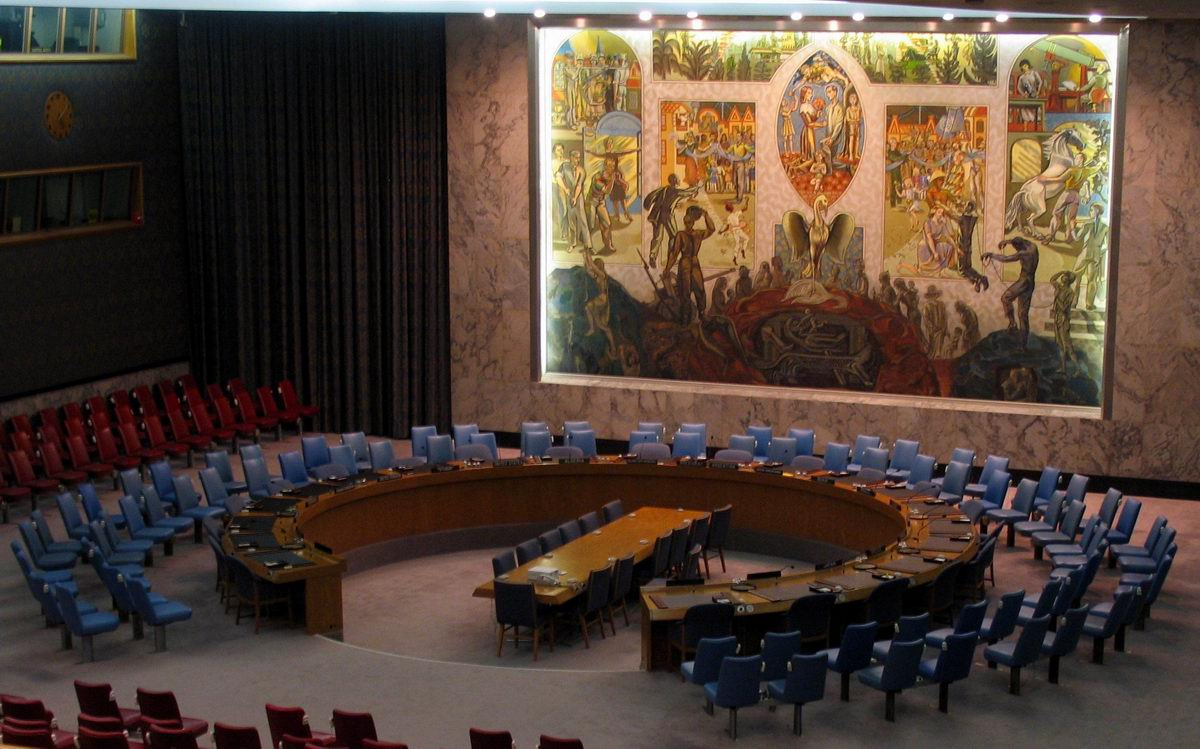
安全保障理事会室

安全保障理事会（安保理、UNSC）は、国連において国際の平和と安全に主要な責任を負う機関である。15か国で構成され、中華人民共和国（1971年までは中華民国）、フランス、ロシア連邦、イギリス、アメリカ合衆国の5か国が常任理事国、それ以外の10か国は総会で2年の任期で選ばれる非常任理事国である（国連憲章第23条）。
各理事国は1票を有し、手続事項に関する決定は15理事国のうち少なくとも9理事国の賛成投票によって行われるが、実質事項に関する決定は、5常任理事国の同意投票を含む9理事国の賛成投票によって行われる（国連憲章27条）。すなわち、常任理事国の1か国でも反対投票を投じれば決議は否決されるため、常任理事国は拒否権を有していることになる。常任理事国の拒否権行使により、安全保障理事会は国際社会の平和の維持や回復のためには機能していない。すべての国連加盟国は、安保理の決定を受諾・履行することに同意しており（国連憲章25条）、国連の中でこのように履行義務を伴う決定をなし得るのは安保理のみである（総会等の決議は勧告的効力にとどまる）。これらの弊害が指摘され、安保理の構成や拒否権の扱いについては改革の議論がなされている（後出国際連合改革）。
平和への脅威が生じた場合、安保理は通常、平和的手段による合意を当事者に勧告する（自ら調査・仲介を行う、使節団の派遣、国連事務総長特別代表の任命、事務総長へのあっせんの要請等）。しかし、紛争の激化によっては、戦闘の拡大を防ぐための停戦命令を発することがある。また平和維持軍の派遣や、国連憲章第7章に基づく経済制裁、武器禁輸、渡航禁止、集団的軍事行動などの強制措置を発動することもある（後出平和と安全の維持）。
安保理の目的は「国際社会の平和の維持と回復」だが、現実としては常任理事国である、アメリカ合衆国、イギリス、フランス、ロシア、中華人民共和国の五大国と、アメリカ合衆国が常に擁護しているイスラエルの六国こそが、世界における軍事力行使の大部分を行っていて、安全の保障に反して軍事力が行使されている。
安保理の補助機関として、人道に対する罪を訴追するために設けられた旧ユーゴスラビア国際刑事裁判所（ICTY）、ルワンダ国際刑事裁判所（ICTR）、またアメリカ同時多発テロ事件を受けて設けられた反テロリズム委員会がある。

#### 経済社会理事会
経済社会理事会（経社理、ECOSOC）は、経済・社会・文化・教育・保健の分野で、専門機関等を含む国連ファミリーの活動を調整するために設置された機関である。54か国で構成され、理事国は3年の任期で総会で選ばれる。各国が1票を有し、決定は過半数で行われる。
経社理は、年間を通じて多くの準備会議、円卓会議、市民社会メンバーとのパネル・ディスカッションなどを開催するほか、毎年7月、ニューヨークとジュネーヴで交互に4週間の実質的な会期を開く。もっとも、経済社会分野の実質的な活動は、諸計画・基金、専門機関、関連機関によって担われており、これらの機関は経社理に報告を行ったり、勧告を行ったりする。経社理のあり方については、形骸化しており決定に実効性がない、総会討議と重複している、世界銀行グループのような専門機関に対する指導力がないといった批判がある。
また、経社理は、資格を有する非政府組織（NGO）と協議をすることができる（国連憲章71条）。2870以上のNGOが経社理と協議する地位を与えられている。NGOは特別の経験や専門知識を持ち、国連と市民社会とを結びつける貴重な存在であると考えられており、国連と提携NGOとの関係は、時代の進展とともに増大している。

#### 信託統治理事会
信託統治理事会(UNTC)は、未独立の信託統治地域が自治・独立に向けた準備をすることができるようにすることを目的に設立された。1994年までに、すべての信託統治地域が自治または独立を達成したことから、その任務をほぼ完了したとして活動を停止した。

#### 国際司法裁判所

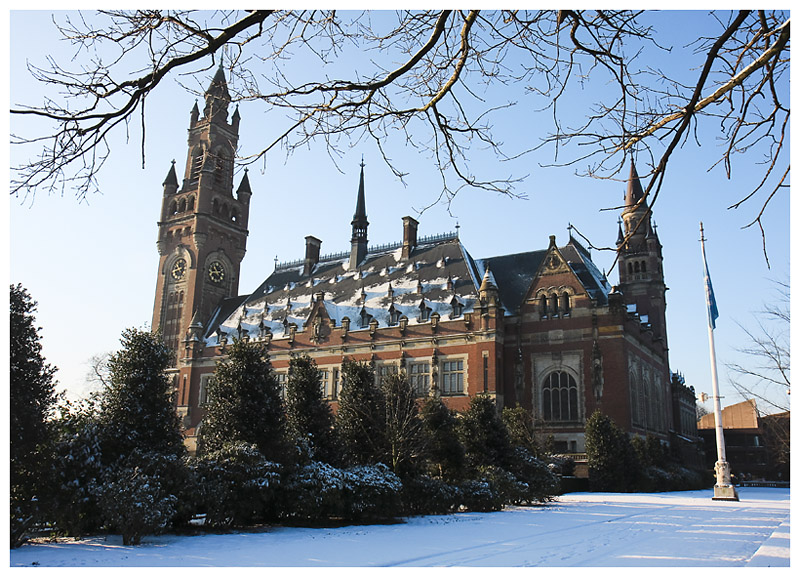
ハーグの国際司法裁判所

国際司法裁判所（ICJ）は、国連の主要な司法機関である（国連憲章92条）。所在地はオランダのハーグである。15名の裁判官で構成され、そのうちのいずれの2人も同一の国籍であってはならない（国際司法裁判所規程3条）。実際には、西欧・北米5名、東欧2名、中南米2名、アジア3名、アフリカ3名という地理的配分の原則がとられている。任期は9年で、3年ごとに5名が改選される（規程13条）。
すべての国連加盟国は自動的に国際司法裁判所規程の当事国となり（憲章93条）、ICJは同規程当事国のすべてに開放されている。国際組織や個人は当事者となることができない。もっとも、ICJが事案を審理し、判決を下すのに必要な管轄権を有するためには、当事国の同意がなければならない（規程36条）。判決は、出席した裁判官の過半数により決定される（規程55条）。判決は、当該紛争の当事国間において、かつ当該事件についてのみ拘束力を持つ（規程59条）。当事国は判決に従う義務がある。国際司法裁判所は判決を執行する能力が無いので、当事国の政府が判決に従わなければ、判決は履行されない。
そのほか、総会と安保理、また総会の許可を受けたその他の国連機関（経社理およびほとんどの専門機関など）は、いかなる法律問題についても、ICJに勧告的意見を求めることができる（憲章96条、規程65条）。国家は勧告的意見を求めることはできない。勧告的意見は、国連憲章の解釈や権限の行使の適法性などについて述べられるものが多い。勧告的意見は法的拘束力がないので、紛争を解決できた実績はない。また、裁判の強制権が無いため、裁判を申し込まれた国が拒否すれば裁判を行うことができない。

#### 事務局

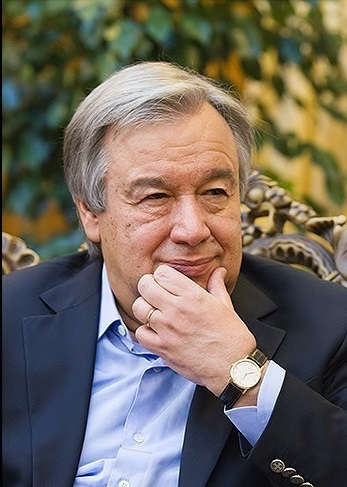
第9代事務総長・アントニオ・グテーレス

事務局は、国連の日常業務を遂行する機関であり、他の主要機関に役務を提供するとともに、それらの機関が決定した計画・政策を実施する。事務総長が統括する。1年以上の契約を持つ事務局職員は約2万5530人、短期契約職員は約3万0500人である。事務総長および事務局職員は、いかなる国の政府からも、国連以外のいかなる当局からも指示を受けない（国連憲章100条）。
事務総長は、国連の行政職員の長であるとともに（国連憲章97条）、総会、安保理、経社理、信託統治理事会から委託される任務を遂行する（同98条）。また、国際の平和・安全の維持への脅威について、安保理の注意を促すことができる権限が与えられている（同99条）。事務総長が公的または私的に行う国際紛争の「あっせん」は最も重要な役割の1つであり、キプロス、東ティモール、イラク、リビア、中東、ナイジェリア、西サハラなどの紛争に際して行われてきた。現在の事務総長はポルトガル出身のアントニオ・グテーレスである。

### 国連事務局に置かれている部局
国連事務局には次のような部局が置かれている。
- 事務総長室（OSG）
- 内部監査部（英語版）（OIOS）
- 法務部（OLA）
- 政治・平和構築局（DPPA）
- 軍縮部（英語版）（DDA）
- 国際防災戦略（ISDR）
- 平和活動局（DPO）
- フィールド支援局（DFS）
- 人道問題調整事務所（OCHA）
- 経済社会局（DESA）
- 総会・会議管理局（DGACM）
- グローバル・コミュニケーション局（UNDGC）[注釈 5]
- 管理局（DM）
- 安全保安局（DSS）
- 後発開発途上国、内陸開発途上国、小島嶼開発途上国担当上級代表事務所（UN-OHR-LLS）

国連の本部ビルはニューヨークにあるが、世界各地に事務所があり、その中で中心的な役割を担うのはジュネーヴ事務局（UNOG）、ウィーン事務局（UNOV）、ナイロビ事務局（UNON）である。

### 諸計画・基金
国連システムには、次のような計画・基金が含まれる。これらは国連憲章7条2に基づいて設置された総会の補助機関であるが、それぞれ個別の予算を持っている。1960年代から1970年代にかけて第三世界から多数加盟した国々が総会で多数派となった結果、総会決議によりUNDPをはじめとする開発関係の補助機関が設置された（そのうちUNIDOなど、いくつかは専門機関に移行した）。他の国連機関と活動内容が重複するものもあるが、統廃合は進んでいない。
- 国際連合貿易開発会議（UNCTAD）
- 国連薬物犯罪事務所（UNODC）
- 国際連合環境計画（UNEP）
- 国連児童基金（UNICEF）
- 国際連合開発計画（UNDP）
- 国連人口基金（UNFPA）
- 国際連合難民高等弁務官事務所（UNHCR）
- 世界食糧計画（WFP）
- 国連パレスチナ難民救済事業機関（UNRWA）
- 国連人間居住計画（UN-HABITAT）
- 国連大学（UNU）
- ジェンダー平等と女性のエンパワーメントのための国連機関（UN-Women）

このほか、総会の補助機関として、いくつかの調査訓練機関などがある。

### 専門機関
専門機関は、政府間の協定によって設けられ、経済・社会等の各分野において国際的責任を有する国際組織で、かつ国連との間で連携協定を締結しているものをいう（国連憲章57条、63条）。国連ファミリーに含まれるが、国連とは別個の国際法主体性を有する、独立した国際組織である。中でも、国際金融機関である世界銀行グループとIMFは最も独立色が強く、規模も国連本体に並び、次いでWHO、FAO、ILO、UNESCOの4機関の規模が大きい。これらの専門機関が力を持つ余り、経社理が形骸化して経済社会分野の国連改革が進まないとの批判もある。
現在存在する専門機関は、次の通りである。
- 国際労働機関（ILO）
- 国際連合食糧農業機関（FAO）
- 国際連合教育科学文化機関（UNESCO）
- 世界保健機関（WHO）
- 世界銀行グループ
- 国際復興開発銀行（IBRD）
- 国際開発協会（IDA）
- 国際金融公社（IFC）
- 多国間投資保証機関（MIGA）
- 国際投資紛争解決センター（ICSID）
- 国際通貨基金（IMF）
- 国際民間航空機関（ICAO）
- 国際海事機関（IMO）
- 国際電気通信連合（ITU）
- 万国郵便連合（UPU）
- 世界気象機関（WMO）
- 世界知的所有権機関（WIPO）
- 国際農業開発基金（IFAD）
- 国際連合工業開発機関（UNIDO）
- 世界観光機関（UNWTO）

### 関連機関
関連機関は国連と関係を有するが、専門機関としての連携協定を結んでいない国際組織である。国連には次の関連機関がある。
| - 世界貿易機関（WTO） - 国際原子力機関（IAEA） | - 包括的核実験禁止条約機関準備委員会（英: CTBTO Prep. com） - 化学兵器禁止機関（OPCW） |

## 言語
国連の公用語は、アラビア語、中国語（普通話・簡体字）、英語（イギリス式）、フランス語、ロシア語、スペイン語の6言語である。公式文書と公式会合での発言は、最小限これらの公用語に翻訳される。国連発足時からの公用語は、現在の言語よりアラビア語を除いた5言語であった。アラビア語が公用語に追加されたのは、1973年の第30回総会においてである。
国連事務局の作業言語は、英語とフランス語である。実質的には英語が使用されることが多い。
国際連合本部は米国ニューヨーク市に置かれているが、国際連合で用いられている英語はイギリス英語である。日付が「24 October 1945」と表記されたり（アメリカ英語: October 24, 1945）、単語のつづりが「organisation」「centre」など英国式になったりする（アメリカ英語: organization, center）。

## 財政
|    | 国             | 分担率（%） |
| -- | -------------- | ----------- |
| 1  | アメリカ合衆国 | 22.000      |
| 2  | 中国           | 15.245      |
| 3  | 日本           | 8.033       |
| 4  | ドイツ         | 6.111       |
| 5  | イギリス       | 4.375       |
| 6  | フランス       | 4.318       |
| 7  | イタリア       | 3.307       |
| 8  | ブラジル       | 2.948       |
| 9  | カナダ         | 2.734       |
| 10 | ロシア         | 2.405       |

国連予算は、主に通常予算とPKO予算に分かれている。
通常予算は、2年が単位である。事務総長が提出し、専門家からなる行政予算問題諮問委員会が審査する。そして、総会で承認される（国連憲章17条）。2006年-07年の予算は38億ドルであった。通常予算の主な財源は加盟国からの分担金であり、分担率は専門家から成る分担金委員会の勧告に基づいて、総会が承認する。分担率は基本的に加盟国の支払能力（全世界のGNPに占める加盟国の割合等）を考慮して決められるが、2000年、いかなる国も分担率の上限を22％とすることが総会で決定された（なお、上限にかかるのはアメリカのみである）。2019年から2021年における上位10か国の分担率は右表の通りである。しかし、多くの加盟国が分担金を滞納しており、国連の財政状況は不安定である。2006年末現在、財政的義務を負う191加盟国のうち分担金を全額支払った国は134か国にとどまり、滞納額は3億6200万ドルに達した。例えば、アメリカは、国連の組織と業務に無駄が多いとして、分担金の支払を制限している。
PKO予算は、毎年7月1日から1年間を単位とし、総会が承認する。これも加盟国の分担金によって賄われるが、通常予算よりも安保理常任理事国の分担率が高く設定されている。額は1990年代以降増加傾向にあり、2009年7月から2010年6月までの1年間の平和維持活動予算は約79億ドルであった。PKO予算の滞納額も、2006年末で19億ドルに達している。
なお、国連児童基金（UNICEF）、国連開発計画（UNDP）、国連難民高等弁務官事務所（UNHCR）といった諸計画・基金や、専門機関は、それぞれ独立した予算を持っており、各国や個人からの拠出金によって財政を賄っている。

## 活動内容

### 平和と安全の維持
国際の平和と安全の維持は、国連の主要な目的の一つである。国連憲章第24条は、「国際の平和及び安全の維持に関する責任を安保理に」負うものと定めている。
国連は、ある国家が侵略等の重大な国際法違反を犯した場合に、国連加盟国が団結して終了させるという集団安全保障の理念の下に設立され、その手段として後述の国連軍を想定していた。しかし、米ソ冷戦の下、安保理常任理事国の拒否権に阻まれて国連軍の規定は発動されなかった。それに代わるものとして、北大西洋条約機構（NATO）やワルシャワ条約機構という地域的防衛機構が、国連憲章51条により認められた集団的自衛権を行使するという集団防衛体制が生まれた。他方で、国連総会は、1950年11月3日、安保理が「その主要な責任」を果たせない場合に、総会が軍隊の使用を含む集団的措置を勧告でき、24時間以内に緊急特別総会を招集できるとする平和のための結集決議を採択した。総会決議には安保理決議と異なり法的拘束力はないものの、今まで度々同決議に基づいて紛争地域における平和維持活動（PKO）が展開されてきた。
冷戦が終結した1990年代以降は、後述の通り、PKOの役割が拡大するとともに、安保理の武力行使容認決議により多国籍軍が結成されることも多く、近年では両者の役割分担・協力関係も見られる。

#### 強制措置
安保理は、「平和に対する脅威、平和の破壊、侵略行為」に対し、経済制裁等の勧告をすることができるほか（39条）、国連憲章第7章の下における非軍事的強制措置として、包括的な経済制裁や禁輸措置（武器禁輸、渡航禁止、金融規制）、外交関係の断絶などの制裁をとることができる（41条）。今まで、独立紛争に関する対南ローデシア輸出入禁止（1966年、1968年）、アパルトヘイトに関する対南アフリカ共和国武器禁輸（1977年）、クウェート侵攻に関する対イラク経済輸出入禁止（1990年）、内戦における非人道的行為に関する対ユーゴスラビア輸出入禁止（1992年）、テロ防止への非協力を理由とする対リビア航空機乗入れ禁止・武器禁輸（1992年）、民主政権移行の不履行を理由とする対ハイチ輸出入禁止（1993年）などが行われてきた。もっとも、経済制裁は被制裁国の弱者に大きな経済的打撃を与えるという問題があることから、個人資産の凍結や政府関係者の入国禁止など、エリート層への打撃に的を絞った「スマートな制裁」が提唱されている。
国連憲章第7章は、非軍事的強制措置では不十分である場合に、安保理は「必要な空軍、海軍または陸軍の行動」をとることができるとしている（42条）。すなわち、「国連軍」の名の下での軍事的行動をとることができる。

#### 平和維持活動
国連が行う平和維持活動（PKO）は、地域的な紛争の悪化を防ぐため、国連の権威の下になされる軍事的活動である。主に安保理決議に基づいて行われるが、総会決議（平和のための結集決議）の勧告に基づいて行われることもある。国連憲章上、PKOについて明文の規定はないが、憲章に違反するものではなく、国際司法裁判所は、1962年の「ある種の経費に関する事件」勧告的意見において、第一次国連緊急軍（UNEF I）および国連コンゴ活動（ONUC）の活動経費を国連憲章17条2項にいう「この機構の経費」に該当すると判断した上で、両活動は憲章第7章の強制行動とは性格を異にするとした。PKOは「6章半」であるという言い方をされることもある。
1948年、第一次中東戦争の際、パレスチナへ国連休戦監視機構（UNTSO）が派遣されて国境や停戦ラインの監視を行い、これがPKOの先駆けとなった。続いて1956年、スエズ危機（第二次中東戦争）に際して、国連総会決議に基づいて第一次国連緊急軍（UNEF I）が派遣されたのが、初の正式なPKOであった。その後もいくつものPKOが紛争地域に派遣されたが、1980年代までの冷戦下における伝統的なPKOは、軍人による軍事情勢の安定と停戦の監視を目的とするものであり、（1）当事者の合意により設立されること、（2）当事者に対して不偏性と中立を守ること、（3）武力の行使は自衛のために必要な最小限に留めること、というPKO3原則が守られてきた。

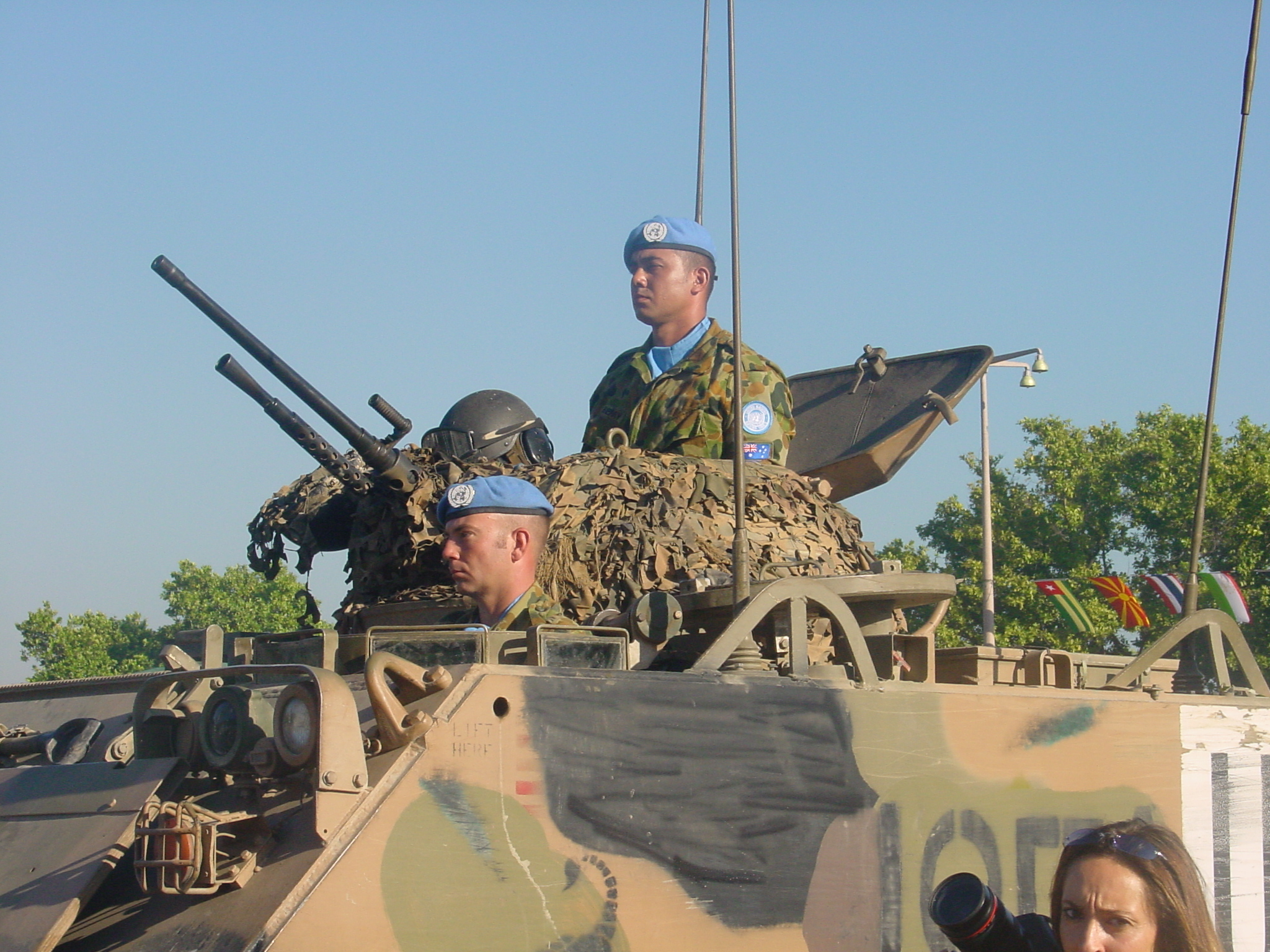
東ティモールでのPKOに従事するオーストラリア軍兵士（2002年）

1990年前後に米ソ冷戦が終わったころから、PKOは、和平合意が結ばれた後の暫定的期間に、治安の維持、選挙の組織・監視、難民の帰還、戦後の復旧・復興などを行うという新しい任務を負わされるようになった。軍人以外に、専門の異なる文民（軍事監視員、文民警察官、行政官、選挙専門家、難民担当官、人権専門家、復旧支援担当官、国連ボランティアなど）が多数参加するようになった。1992年-93年に派遣された国連カンボジア暫定統治機構（UNTAC、アンタック）や1992年-94年の国連モザンビーク活動（ONUMOZ）は、このような第二世代PKOの代表例であり、十分な成果を上げた。
ブトロス・ガリ事務総長は、1992年の『平和への課題』でPKOを「平和執行部隊」として事実上の軍事的強制措置を担わせようとする構想を提案した。これを受けて、1993年-95年の第二次国連ソマリア活動（UNOSOM II）、1992年-95年旧ユーゴスラビアに展開した国連保護軍（UNPROFOR）、1993年-96年の国連ルワンダ支援団（UNAMIR）は、いずれも違法行為停止のため自衛を超えて武力行使を行う「戦うPKO」としての任務を負わされた（第三世代PKO）。しかし、任務に見合う予算や兵力が与えられず、また有力国の協力が得られなかった結果、ジェノサイドなどの人道的惨劇を前にしながら、実効的に対処することができなかった。これに対して国連内部や加盟国からの反省があり、ガリ事務総長も、1995年の『平和への課題――追補』において、現状ではこうした平和執行型PKOを意図すべきではないと軌道修正した。1990年代後半からは、PKOは紛争後の後始末という本来の任務を担当し、違法行為の停止は国連憲章第7章の下の多国籍軍が担当するという役割分担が行われるようになり、PKOと多国籍軍との間で協力や任務の引き継ぎなども行われている。
その後もPKOのあり方については様々な改革が提案されている。事務総長特別代表のラフダール・ブラヒミは、2000年8月の報告において、PKOが十分な抑止能力を備えるために必要な予算・兵力・装備を承認すべきこと、紛争や戦争の後の平和構築活動のために、必要な予算が含まれるべきことなど、PKOの見直しを提言した（ブラヒミ報告）。また、潘基文事務総長の改革提案により、2007年6月事務局にフィールド支援局（DFS）が設置され、PKOミッションの策定、展開、持続に責任を持つこととなった。同じ事務局にある平和維持活動局 (DPKO)（現：平和活動局（DPO））は、戦略的監視や作戦上の政治的指針のような問題に集中することとなった。

#### 軍備管理・軍縮
国連は、設立当初は、集団安全保障体制の強化に重点を置いており、軍備管理と軍縮には消極的であった。しかし、核兵器の時代が国連創設とほぼ同時に到来したこと、集団安全保障体制が機能しなかったこともあって、否応なく対応を迫られてきた。実際、1946年に総会が最初に採択した決議は、核軍縮に関するものであった。国連憲章は、「軍備縮小及び軍備規制を律する原則」等を審議する主な責任を総会に与えている（11条）。毎年、総会の第一委員会においてすべての議題が審議され、数多くの決議が採択されているほか、その下部機関である国連軍縮委員会 (UNDC) が特定の問題を取り上げて審議している。多国間軍縮交渉の常設機関であり、後述のCWCやCTBTの交渉を成功に導いてきたジュネーブ軍縮会議（CD）は、国連の枠組みの外にあるが、国連総会の勧告を考慮し、また毎年総会に報告を行う。このほか、国連事務局の軍縮部は、軍縮問題に関する総会の決定を実施する。
国連が特に優先的な課題としてきたのは、大量破壊兵器の問題、すなわち（1）核兵器の削減と究極的な廃絶、（2）化学兵器の廃棄、（3）生物兵器禁止の強化であった。（1）核兵器の封じ込めの努力は米ソの二国間条約でもある程度進展したが、1968年に核拡散防止条約 (NPT) が国連総会で採択され、最も普遍的な軍縮条約となった。締約国は、国連の関連機関である国際原子力機関（IAEA）の保障措置を受け入れるよう求められる。しかし、非締約国であるイスラエル、インド、パキスタンによる核開発問題や、締約国でも核開発疑惑のあるイラン、脱退を表明した北朝鮮の問題など、条約の実効性が問題となっている。1996年には包括的核実験禁止条約 (CTBT) が加盟国の圧倒的多数により採択され、署名のために開放されたが、まだ発効の目処が立っていない。（2）化学兵器に関しては、1997年に化学兵器禁止条約（CWC）が発効し、国連の関連機関である化学兵器禁止機関（OCPW）が査察を行っている。（3）生物兵器については、生物兵器禁止条約（BWC）が1972年に署名され、1975年に発効した。同条約には検証機構についての規定がなく、検証や履行確保の方法が課題となっている。2006年の再検討会議で、実施支援班を設置することが決められた。近年、2001年9月11日のアメリカ同時多発テロ事件を受けて、大量破壊兵器が、テロリストなど非国家主体の手に落ちた場合の危険が認識されるようになり、総会は2002年、テロリストが大量破壊兵器とその運搬方法を取得することを防止する措置に関する決議を採択した。また、安保理は、2004年、大量破壊兵器を開発、所有、利用等しようとする非国家主体に対していかなる支援も控えることを全加盟国に義務付けた（安保理決議1540）。
一方、通常兵器に関しては、特定通常兵器使用禁止制限条約（残忍兵器禁止条約）が国連で採択され1983年に発効したが、さらに交渉が続けられた結果、対人地雷の使用、貯蔵、生産及び移譲の禁止並びに廃棄に関する条約が1997年に採択され、1999年に発効した。これにより、対人地雷の破壊・除去が進んでいる。このほか、国連では、小型武器非合法取引の規制に向けた取組みや、国連通常兵器移転登録制度の設立を行っている。

### 経済社会開発
世界の人々の経済的・社会的福祉の実現は、国連の主要な目的の一つである。そのための開発の必要性、特に先進工業国と開発途上国との格差を埋めることの重要性は、1961年に始まった数次の国連開発の十年を機に強く表明されるようになった。1995年にコペンハーゲンで行われた世界社会開発サミットで、国際社会が貧困、失業、社会の崩壊といった問題と戦う必要性が訴えられたのをはじめとして、1990年代には多くの開発関係の世界会議が開催された。2000年9月の特別総会（ミレニアム・サミット）で採択された国連ミレニアム宣言は、開発の問題に重点を置き、具体的な開発目標を設定した。同宣言と、1990年代の国際会議やサミットで採択された国際開発目標とを統合し、2015年までに達成すべき目標として翌2001年に策定したのが「ミレニアム開発目標（MDGs）」である。すなわち、（1）極度の貧困と飢餓を撲滅すること、（2）普遍的な初等教育を達成すること、（3）ジェンダーの平等を推進し、女性の地位向上を図ること、（4）乳幼児死亡率を下げること、（5）妊産婦の健康を改善すること、（6）HIV/エイズ、マラリア、その他の病気と戦うこと、（7）環境の持続可能性を確保すること、（8）開発のためのグローバル・パートナーシップを推進することが目標とされた。その後、これらの目標は2015年9月の総会で採択された「持続可能な開発のための2030アジェンダ」の中核であり、2030年までに達成すべき目標として新たに設定された「持続可能な開発目標（SDGs）」に継承されている。
国連機関の経済社会活動を調整する主要な機関は経済社会理事会であり、その諮問機関として、専門家からなる開発政策委員会が置かれている。事務局では、経済社会局が経済社会政策の分析・調整等を行っている。国連開発計画（UNDP）は、開発途上国の開発を担当する機関であり、2005年に国連システムが開発援助活動に費やした金額は137億ドルであった。
経済開発
貧困の削減については、特に後発開発途上国（LDC）50か国への経済的支援が重要な課題である。1970年、総会は政府開発援助（ODA）の目標をGNP（後にGNI）の0.7%と定めたが、1990年代にODAは急減し、2002年メキシコのモンテレイで開かれた国連開発資金国際会議でこれを増加することが合意された。2006年、開発援助委員会（DAC）加盟国におけるODA額は、GNI合計額の0.3%に当たる1039億ドルとなっている。国連機関の中では、国連開発計画（UNDP）がミレニアム開発目標の達成のため各国への政策助言等を行っているほか、世界銀行グループ、国際通貨基金（IMF）、国連貿易開発会議（UNCTAD）といった諸機関が、政策アドバイス、技術提供、資金提供（融資等）を行っている。
社会開発
国連は健康、教育、家族計画、住宅、衛生に関する各国政府の努力を支援してきた。飢餓との戦いでは国連食糧農業機関（FAO）や世界食糧計画（WFP）、教育に関しては国連教育科学文化機関（ユネスコ）、健康に関しては国連児童基金（ユニセフ）、国際連合人口基金（UNFPA）、世界保健機関（WHO）など、多くの機関がこの分野に関わっている。
持続可能な開発
国連は開発によってもたらされる環境問題にも取り組んでいる。1972年にストックホルムで開かれた国連人間環境会議の終了後、国連環境計画（UNEP）が設立された。UNEPは、世界の環境状況を評価し、1983年、総会は世界環境開発委員会を設置し、同委員会は1987年の報告の中で持続可能な開発という概念を提唱した。それを踏まえた総会の要請により、1992年、リオデジャネイロで環境と開発に関する国際連合会議（地球サミット）が開かれ、地球規模の行動計画としてアジェンダ21が採択された。それを受けて、総会は、同年、持続可能な開発委員会を設置した。2002年には、アジェンダの実施状況を点検するためヨハネスブルクで持続可能な開発に関する世界首脳会議が開かれ、持続可能な開発に関するヨハネスブルク宣言が採択された。国連機関の中では、UNEPのほか、世界気象機関（WMO）、両機関が設立した気候変動に関する政府間パネル（IPCC）などが、地球温暖化、砂漠化、生物多様性、酸性雨、有害廃棄物・化学物質、海洋汚染、水資源、エネルギー、放射能など、数々の環境問題に携わっている。

### 人権

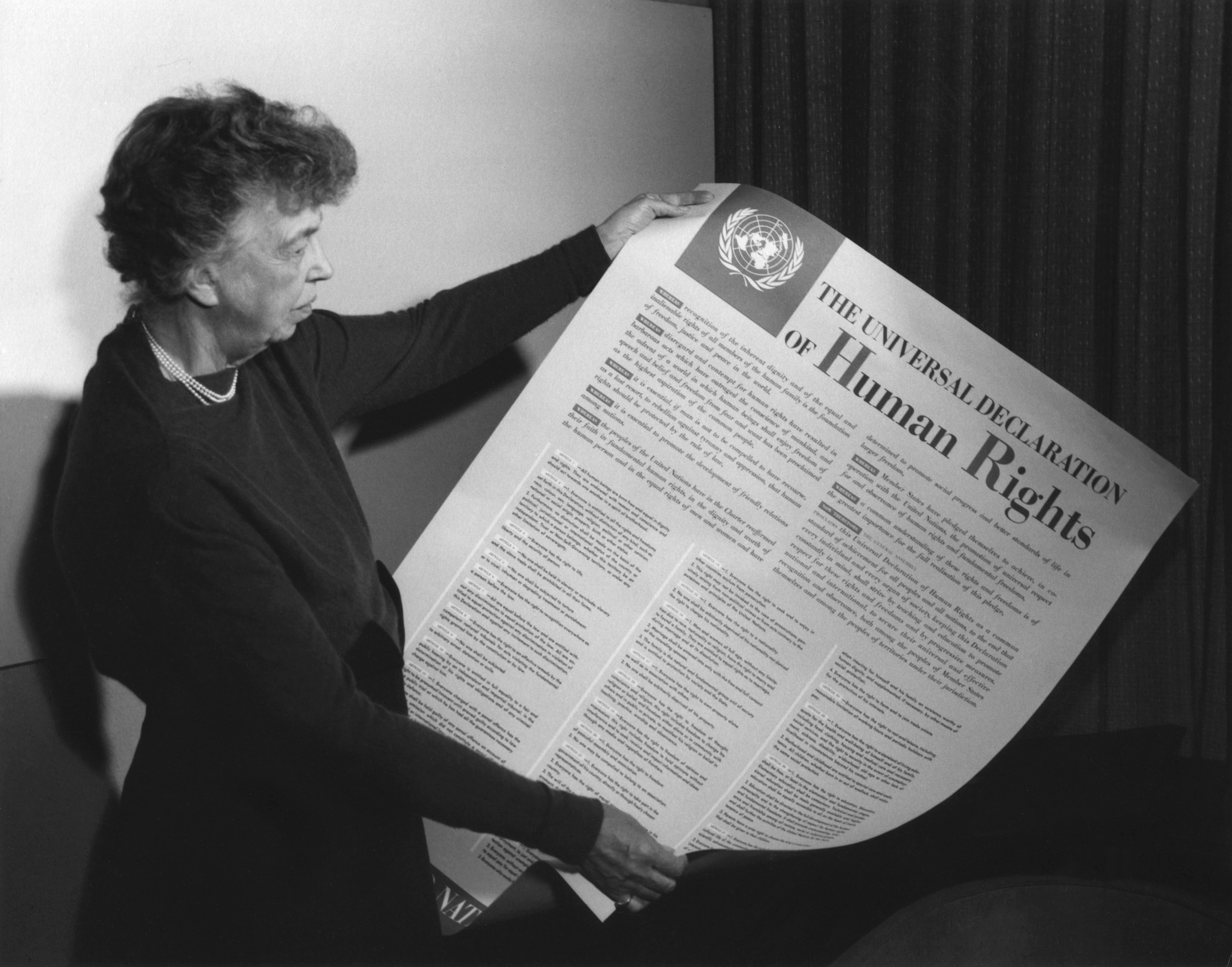
エレノア・ルーズベルトが1947年から1950年まで議長を務めた国連人権委員会は、1948年、世界人権宣言を完成させた。

人権の国際的な保障は、国連の主要な使命の一つである。国連憲章においては、前文で「基本的人権と人間の尊厳及び価値と男女……の同権とに関する信念」をうたっており、第1条でも「人種、性、言語または宗教による差別なくすべての者のために人権及び基本的自由を尊重するように助長奨励すること」を国連の設立目的の一つとしている。この目的を達成するため、加盟国は国連と協力して「共同及び個別の行動をとることを誓約」するものとされた（55条c、56条）。また、経済社会理事会の補助機関として「人権の伸長に関する委員会」を設けることとされた（68条）。これは、ナチス・ドイツをはじめとする全体主義国家による人権弾圧を踏まえて、人権の国際的な保障が必要と考えられたことなどによる。
1946年、国連憲章68条に基づいて、経社理の補助機関として国連人権委員会が設立され、憲章の人権規定を具体化する作業に着手した。その結果、1948年12月10日、国連総会は、「すべての人民にとって達成すべき共通の基準」として、世界人権宣言を採択した。同宣言は30条からなり、「すべての人間は、生まれながらにして自由であり、かつ、尊厳と権利において平等である」と述べた上（1条）、各種の自由権、社会権について規定している。ただし、総会決議であるため、国家に対する法的拘束力を持たないことを前提としていたことから、国連人権委員会は続いて条約化の作業を進めた。
1966年、総会は、社会権規約、自由権規約、自由権規約の選択議定書という三つの条約からなる国際人権規約を採択した。社会権規約は1976年に発効し、現在160か国が締約国となっている。自由権規約も同じ年に発効し、現在167か国が締約国となっている。両規約は、民族自決権、天然の富及び資源に対する権利について規定しており（両規約1条1項、2項）、個人の人権だけを規定した世界人権宣言と異なる。また、個人の人権についても、世界人権宣言より詳細な規定を設けており、人権の国際的保障の仕組みにおいて、最も重要な役割を果たしている。1989年には、自由権規約の第2選択議定書（死刑廃止条約）が採択され、73か国が締約国となっている。
そのほか、国連の枠組みの中で、個別的な人権の保障を目的として、以下のものを含め約80件の条約・宣言が採択されている。
- 集団殺害罪の防止および処罰に関する条約（ジェノサイド条約、1948年）
- 難民の地位に関する条約（1951年）
- あらゆる形態の人種差別の撤廃に関する国際条約（1966年）
- 女子に対するあらゆる形態の差別の撤廃に関する条約（1979年）
- 拷問およびその他の残虐な、非人道的なまたは品位を傷つける取扱いまたは刑罰を禁止する条約（1984年）
- 全ての移住労働者及びその家族の権利の保護に関する国際条約（1990年）
- すべての人の強制的失踪からの保護に関する国際条約（2006年）
- 障害者の権利に関する条約（2006年）

1993年、ウィーンで開かれた世界人権会議が契機となって、長年提唱されていた国連人権高等弁務官の設置が実現した。その任務は、人権の促進・保護、助言的サービスの提供、人権侵害に対する緊急の対応、侵害予防など、広範にわたる。人権高等弁務官事務所（OHCHR）は、後述の人権理事会などの人権機関の事務局を務める。
また、2006年、国連人権委員会を発展させる形で国連人権理事会が設置された。理事会は、総合的な政策ガイダンスを提供するとともに、人権問題に関する研究、新しい国際規範の発展、人権順守の監視などを行う。

### 人道援助

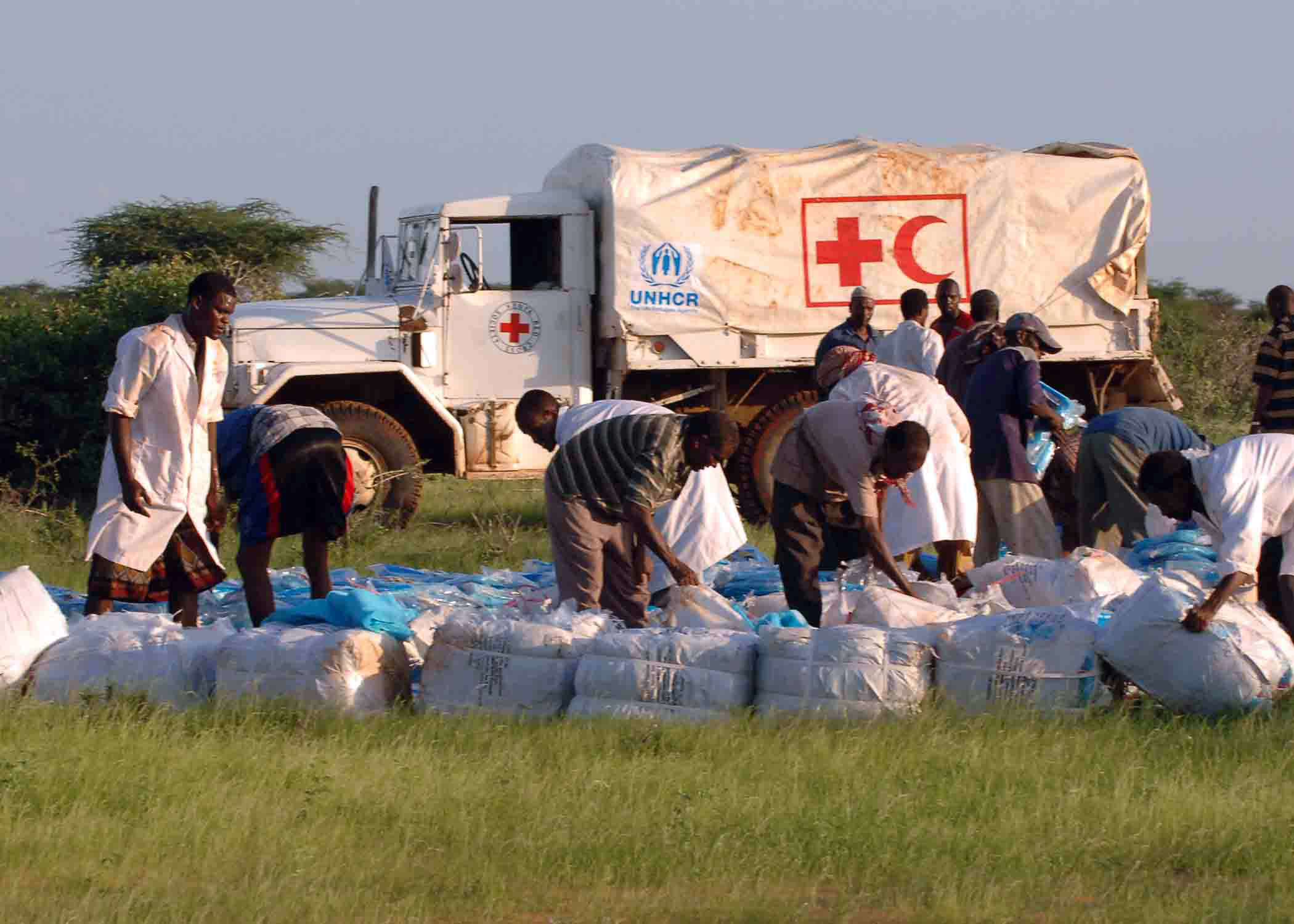
ケニアで救援活動を行うUNHCR職員ら（2006年）

自然災害や、紛争を含む人為的災害により大規模な被害が生じた場合、国連機関は緊急援助や長期援助を提供してきた。
人道援助の主体となるのは、主に国連児童基金（ユニセフ）、世界食糧計画（WFP）、国連難民高等弁務官（UNHCR）の3機関である。ユニセフは、水と衛生施設のような基礎サービスの再建や、学校の再開を支援し、また予防接種・医薬品の提供などを行う。2006年にユニセフは53件の緊急事態に関して人道援助を行い、その額は5億300万ドルを超えた。WFPは、国内避難民、難民、エイズ孤児、紛争や自然災害（洪水、旱魃など）の犠牲者らに対して食糧等の援助を行っている。2006年には78か国で約8800万人に食糧援助を行った。UNHCRは、難民の地位に関する条約（1951年）、同議定書（1967年）に基づき、難民の基本的人権が尊重されるようにし、いかなる者も強制的に送還されないようにする。また、大量の難民の移動に伴う緊急事態の際の援助や、教育・保健・住居の援助、帰還・統合・第三国での再定住などの支援を行う。さらに、近年は条約に定められた難民だけでなく、国内避難民、元難民、無国籍者、庇護請求者（難民の認定を申請したがまだ結論が出ていない人々）など、広義の難民に対する緊急人道支援も行っている。なお、パレスチナ難民については国連パレスチナ救済事業機関（UNRWA）が支援を行っている。
このほか、国連食糧農業機関（FAO）は、防災情報や世界の食料情勢に関する最新の情報を提供し、また、農業生産の回復と復興の支援を行う。世界保健機関（WHO）は、栄養・伝染病の監視、エイズを含む感染症の予防、予防接種、薬品や医療器具の管理、性と生殖の健康、精神の健康など、被災者の保健に関する情報を収集・提供し、緊急援助計画を実施する。国連人口基金（UNFPA）は、混乱時にしばしば発生する妊娠に関する死亡、性的暴力などに対応し、リプロダクティブ・ヘルスを保護する。国連開発計画（UNDP）は、自然災害の緩和、予防、事前対策などの活動を調整するほか、元戦闘員の動員解除、地雷除去、難民・国内避難民の帰還と再統合、政府機関の復旧などの計画も支援する。
複雑な緊急事態に対しては、政府や非政府組織（NGO）、国連の諸機関が同時に対応を図ることから、これらの主体が行う援助活動を調整し、一貫した救援の仕組みを作るため、国連事務局に国連緊急援助調整官が率いる国連人道問題調整事務所（OCHA）が置かれている。24時間の監視警戒態勢を有し、自然災害等の緊急事態が発生すると12時間から24時間以内に国連災害評価調整チームを派遣することができる。また、OCHAは2006年、緊急事態に対する融資機構として国連中央緊急対応基金（CERF）を発足させた。

### 国際法の発達
国際連合は、国際法の発達への貢献という役割を果たしてきた。国際人権法、国際人道法、国際環境法、軍縮など様々な領域で多数国間条約の締結を手助けしており、国連の関与の下に成立した多数国間協定（批准する国家を法的に拘束するもの）は500件以上に上る。また、紛争の司法的解決を担う機関もある。
国連憲章は、総会が「国際法の漸進的発達と法典化を奨励すること」などの目的のために研究を発議し、勧告をすることとしている（13条）。そのために1947年に総会の付属機関として設けられたのが国際法委員会である。同委員会は、各種条約の草案作成作業を行っており、今まで、国際水路の非航行利用に関する条約（1997年総会採択）、条約法に関するウィーン条約（1969年）、外交関係に関するウィーン条約（1961年）、領事関係に関するウィーン条約（1963年）などの草案作成を行ってきた。1966年に総会によって設置された国際連合国際商取引法委員会（UNCITRAL）は、仲裁規則（1976年）、商事調停規則（1980年）、国際物品売買契約に関する国際連合条約（1980年）、各種のモデル法を作成してきた。また、「海の憲法」と呼ばれる海洋法に関する国際連合条約は、最も包括的な国際法の文書の一つである。そのほか、環境法、国際人道法、国際テロリズム対策の分野でも国連の条約が大きな役割を果たしている。
また、紛争の司法的解決に関しては、主要機関である国際司法裁判所（ICJ）が責任を負っている。1946年の設立から2007年10月までの間に、93件の判決と25件の勧告的意見を出した。国際人道法の分野では、国際刑事裁判所は国連の組織ではないが、国際刑事裁判所ローマ規程（1998年）を採択したのは国連総会が開催した外交官会議であった。このほか、安保理の補助機関として旧ユーゴスラビア国際刑事裁判所（1993年 - ）、ルワンダ国際刑事裁判所（1994年 - ）が置かれている。シエラレオネ特別法廷（2002年 - ）はシエラレオネ政府と国連との協定に基づいて設置された独立の司法機関、カンボジア特別法廷（2006年 - ）はカンボジア国内裁判所に国連の関与の下置かれた特別法廷である。

## 安全保障

### 国連軍
安全保障理事会の決議によって組織された国連軍は軍事参謀委員会の指揮下に置かれる（47条）。国連軍創設には、加盟国と国連との間に兵力提供に関する「特別協定」が締結されなければならない（43条）。しかし、現在まで特別協定が締結されたことはないため、国連軍が創設されたことは一度もない。（朝鮮戦争の際、米国軍を中心とした「国連軍」が創設されたが、これは本来の意味の国連軍ではない。）

### 武力行使容認決議
現在まで、国連軍が創設されなかった代わりに、安保理による武力行使容認決議が行われてきた。1990年11月、イラクのクウェート侵攻に対し、安保理は、国連憲章第7章の下、イラクが関連諸決議を完全に履行しない場合に「クウェート政府に協力している加盟国に対して……あらゆる必要な手段を行使することを容認する」とする決議（安保理決議678）を採択した。同決議に基づいて米軍を中心に多国籍軍が編成され、1991年1月から戦闘に入った（湾岸戦争）。その後も、1994年にハイチ軍政問題に関して、1997年にアルバニア暴動問題に関して、1999年にコソボ紛争に、同年と2006年に東ティモール紛争に、それぞれ多国籍軍の派遣が認められた。一方、2003年3月のアメリカおよびイギリスを始めとする有志連合による対イラク武力行使（イラク戦争）については、一連の安保理決議によって正当化されるかどうかについて各国の意見が分かれた。なお、こうした軍事行動は、参加国の管理の下に置かれるものであり、安保理が設立し事務総長の指揮の下に置かれるPKOとは異なる。

## 国際連合改革
国連は、1945年の設立から半世紀を経過したころから、新たな時代状況に対応した国連組織の抜本的改革を求める動きが強まってきた。その中でも（1）安全保障理事会改革が最大の争点であり、そのほか（2）敵国条項の削除問題、（3）信託統治理事会の改編問題などがある。さらに国連総会を含めた国家を単位としその利害に影響される現在の意思決定方法から脱却し、世界の市民、立法者の意思が直接反映される国際連合議会会議の創設が構想されている。これらの改革には国連憲章の改正が必要である。
安保理は、現在、常任理事国5か国、非常任理事国10か国（発足時は6か国、1965年に増加）の合計15か国から成り、常任理事国のみ拒否権を有する。しかし、国連加盟国数が設立時の51か国から190か国以上まで増大したこと、日本の国連分担率が常任理事国である英仏ロ中の4か国合計の分担率を上回るなど財政負担の偏りが生じていることから、安保理の拡大を求める声が高まった。1995年、有識者から成る「グローバル・ガバナンス委員会」がダボス会議で国連改革の提言をまとめた報告書を発表した。そこでは、5か国（先進国から2か国、発展途上国から3か国）を拒否権なしの「常勤理事国」とし、非常任理事国を3か国程度増やし、合計23か国で安保理を構成するとの案が示された。
1997年3月、総会議長ラザリ・イスマイルは、同委員会案を下敷きにしながら、常任理事国を5か国（先進国2か国、途上国3か国）、非常任理事国4か国増やし、新規の常任理事国には拒否権を与えない、敵国条項は廃棄するといった内容の改革案を各国に提示した（ラザリ案）。その新規常任理事国は、先進国からは日本とドイツ、途上国からはインド、ブラジルおよびアフリカの一国となることが暗黙の了解であった。
しかし、イタリアのフルチ国連大使が、ドイツの常任理事国入りを阻止するため、韓国、パキスタン、インドネシア、メキシコ、アルゼンチンなどを集めて「フルチ・コーヒークラブ」と呼ばれるグループを結成し、これに非同盟諸国も加えて、1997年12月ラザリ案を棚上げに持ち込んだ。2000年9月の国連ミレニアム宣言では、安保理改革実現のための努力の強化が記されるにとどまった。
その後、アナン事務総長が2003年9月に安保理改革の再開を提唱したことによりハイレベル委員会が設置された。同委員会が2004年12月に提出した報告書では、次の2案が提示された。
- 常任理事国を6か国、非常任理事国を3か国増員して安保理構成国を24か国とする案（モデルA）
- 任期4年で再選可能な準常任理事国を8議席新設し、非常任理事国を1か国増やす案（モデルB）

しかし、中国・韓国がモデルAに反対し、日本とアフリカ諸国との連携・調整も順調に進まなかった結果、2005年9月の総会では、安保理改革の具体案の決定は先送りされた。敵国条項については、「国連憲章第53条、第77条および第107条における『敵国』への言及を削除することを決意する」との総会決議が採択された。また、アナン事務総長は、そのほかに総会改革、人権委員会の人権理事会への格上げ、平和構築委員会（PBC）の設置などの機構改革を提言していた。そのうち、平和構築委員会の設置は2005年に、人権理事会への格上げは2006年に総会で決定されて形となった。

## 加盟国
国連への加盟は、国連憲章に掲げる義務を受諾し、かつ国連によってこの義務を履行する意思と能力があると認められるすべての平和愛好国に開放されている。加盟は、安保理の勧告に基づいて総会が承認する（憲章4条）。憲章には加盟国の資格停止・除名の規定があるが、これまでこれらが発動されたことはない。
ほとんどの加盟国が、国連における意思決定に参加するため、ニューヨークに国連代表部を置いている。その長である外交官を常駐代表といい、それに次ぐ者を次席代表という。なお、国連大使は常駐代表と同義ではなく、次席代表を含め複数の外交官が大使として任命されている場合がある。アメリカは5名、日本は3名、イギリスは2名の国連大使を派遣している。

### 現在までの加盟国

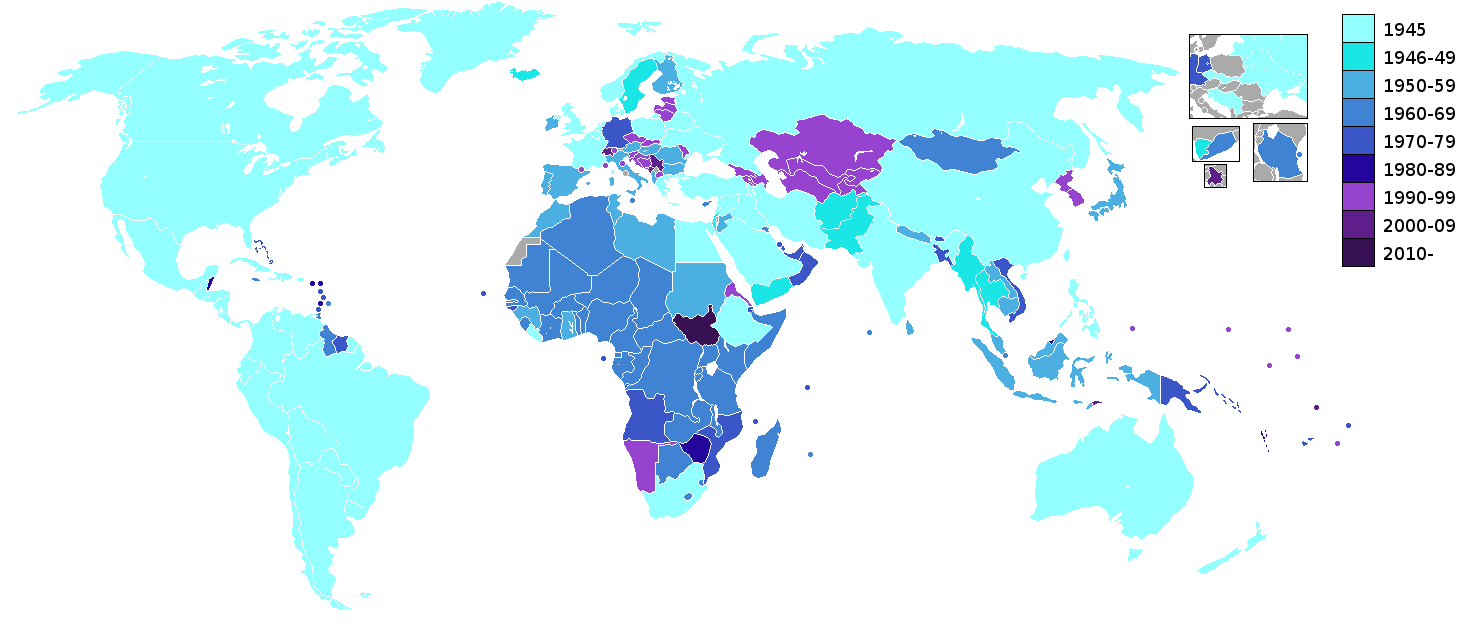
加盟国の変遷

2022年9月現在、国連加盟国は193か国である。設立から現在までの加盟国は以下の通りである（常任理事国は太字）。
| 年                  | 加盟国 | 備考                                                                             | 国数 |
| ------------------- | --- | -------------------------------------------------------------------------------- | ---- |
| 1945年 （原加盟国） | アルゼンチン、 オーストラリア、 ベルギー、 ボリビア、 ブラジル、 ベラルーシ（ 白ロシアSSR）、 カナダ、 チリ、 中華民国、 コロンビア、 コスタリカ、 キューバ、 チェコスロバキア（1993年連邦解消）、 デンマーク、 ドミニカ共和国、 エクアドル、 エジプト、 エルサルバドル、 エチオピア、 フランス、 ギリシャ、 グアテマラ、 ハイチ、 ホンジュラス、 インド、 イラク、 イラン、 レバノン、 リベリア、 ルクセンブルク、 メキシコ、 オランダ、 ニュージーランド、 ニカラグア、 ノルウェー、 パナマ、 パラグアイ、 ペルー、 フィリピン、 ポーランド、 ロシア（ 旧ソビエト連邦）、 サウジアラビア、 南アフリカ、 シリア、 トルコ、 ウクライナ（ ウクライナSSR）、 イギリス、 アメリカ合衆国、 ウルグアイ、 ベネズエラ、 ユーゴスラビア（1992年消滅） |                                                                                  | 51   |
| 1946年              | アフガニスタン、 アイスランド、 スウェーデン、 タイ |                                                                                  | 55   |
| 1947年              | パキスタン、 イエメン |                                                                                  | 57   |
| 1948年              | ミャンマー（旧ビルマ） |                                                                                  | 58   |
| 1949年              | イスラエル |                                                                                  | 59   |
| 1950年              | インドネシア |                                                                                  | 60   |
| 1955年              | アルバニア、 オーストリア、 ブルガリア、 カンボジア、 フィンランド、 ハンガリー、 アイルランド、 イタリア、 ヨルダン、 ラオス、 リビア、 ネパール、 ポルトガル、 ルーマニア、 スペイン、 スリランカ |                                                                                  | 76   |
| 1956年              | 日本、 モロッコ、 スーダン、 チュニジア |                                                                                  | 80   |
| 1957年              | ガーナ、 マレーシア |                                                                                  | 82   |
| 1958年              | ギニア | シリアとエジプト合併。                                                           | 82   |
| 1960年              | ベナン、 ブルキナファソ、 カメルーン、 中央アフリカ共和国、 チャド、 コンゴ共和国、 コートジボワール、 キプロス、 ガボン、 マダガスカル、 マリ、 ニジェール、 ナイジェリア、 セネガル、 ソマリア、 トーゴ、 コンゴ民主共和国 |                                                                                  | 99   |
| 1961年              | モーリタニア、 モンゴル、 シエラレオネ、 タンザニア | シリア再び独立国に。                                                             | 104  |
| 1962年              | アルジェリア、 ブルンジ、 ジャマイカ、 ルワンダ、 トリニダード・トバゴ、 ウガンダ |                                                                                  | 110  |
| 1963年              | ケニア、 クウェート |                                                                                  | 112  |
| 1964年              | マラウイ、 マルタ、 ザンビア |                                                                                  | 115  |
| 1965年              | ガンビア、 モルディブ、 シンガポール | インドネシア脱退。                                                               | 117  |
| 1966年              | バルバドス、 ボツワナ、 ガイアナ、 レソト | インドネシア再加盟。                                                             | 122  |
| 1967年              | 南イエメン（1990年消滅） |                                                                                  | 123  |
| 1968年              | 赤道ギニア、 モーリシャス、 エスワティニ |                                                                                  | 126  |
| 1970年              | フィジー |                                                                                  | 127  |
| 1971年              | バーレーン、 ブータン、 オマーン、 カタール、 アラブ首長国連邦、 中華人民共和国 | 中華民国脱退。                                                                   | 132  |
| 1973年              | バハマ、 西ドイツ、 東ドイツ（1990年消滅） |                                                                                  | 135  |
| 1974年              | バングラデシュ、 グレナダ、 ギニアビサウ |                                                                                  | 138  |
| 1975年              | カーボベルデ、 コモロ、 モザンビーク、 パプアニューギニア、 サントメ・プリンシペ、 スリナム |                                                                                  | 144  |
| 1976年              | アンゴラ、 サモア、 セーシェル |                                                                                  | 147  |
| 1977年              | ジブチ、 ベトナム |                                                                                  | 149  |
| 1978年              | ドミニカ国、 ソロモン諸島 |                                                                                  | 151  |
| 1979年              | セントルシア |                                                                                  | 152  |
| 1980年              | セントビンセント・グレナディーン、 ジンバブエ |                                                                                  | 154  |
| 1981年              | アンティグア・バーブーダ、 ベリーズ、 バヌアツ |                                                                                  | 157  |
| 1983年              | セントクリストファー・ネイビス |                                                                                  | 158  |
| 1984年              | ブルネイ |                                                                                  | 159  |
| 1990年              | リヒテンシュタイン、 ナミビア | 東西ドイツ統一。イエメン統合。                                                   | 159  |
| 1991年              | エストニア、 ラトビア、 リトアニア、 ミクロネシア連邦、 マーシャル諸島、 韓国、 北朝鮮 | ソビエト連邦はロシア、白ロシアSSRはベラルーシ、ウクライナSSRはウクライナが承継。 | 166  |
| 1992年              | アルメニア、 アゼルバイジャン、 ボスニア・ヘルツェゴビナ、 クロアチア、 ジョージア、 カザフスタン、 キルギス、 モルドバ、 サンマリノ、 スロベニア、 タジキスタン、 トルクメニスタン、 ウズベキスタン | 事情により2つ                                                                    | 179  |
| 1993年              | アンドラ、 エリトリア、 モナコ、 チェコ、 スロバキア（ビロード離婚により、連邦解散の後、両国が改めて加盟）、 北マケドニア（マケドニア旧ユーゴスラビア共和国） |                                                                                  | 184  |
| 1994年              | パラオ |                                                                                  | 185  |
| 1999年              | キリバス、 ナウル、 トンガ |                                                                                  | 188  |
| 2000年              | ツバル、 セルビア（ユーゴスラビア連邦共和国） |                                                                                  | 189  |
| 2002年              | スイス、 東ティモール |                                                                                  | 191  |
| 2006年              | モンテネグロ | セルビアがセルビア・モンテネグロの議席を引き継ぐ                                 | 192  |
| 2011年              | 南スーダン |                                                                                  | 193  |

### 加盟していない国等
国連の招待を受けた国際連合総会オブザーバーは総会に参加することができる。
中華民国（台湾）
中国については、国連設立時には中華民国（国民党）政府が代表権を有していた。しかし、冷戦下の東西両陣営における微妙な政治バランスの下で、1971年10月25日に国連総会において「北京の中華人民共和国（共産党）政府が国連に対する唯一かつ正統な代表権を有する」との決議がされ、同国と対立する中華民国政府の代表は追放された（A/RES/2758 (XXVI)、アルバニア決議）。
中華民国は1993年以降、国連に対し毎年加盟復活を求め続けており、2007年からは「中華民国」ではなく「台湾」の名称での新規加盟を求め、陳水扁総統が潘基文事務総長に申請書を提出したが、1971年の総会決議を理由として申請は受理されなかった。同国は、近年は各種の国連機関への加盟を優先する方針を見せている。
バチカン市国
バチカン市国は、伝統的に国家としての法主体性を認められているが、国際的な中立を維持するためとしてオブザーバー参加を選択している。
パレスチナ
パレスチナ解放機構（PLO）は、1974年11月22日、国連総会決議でオブザーバー参加を認められた。イスラエルとの和平交渉が行き詰まる中、2011年5月にはアラブ連盟がパレスチナの国家（パレスチナ国）としての正式加盟を求める方針を決めた。2012年11月29日には国連総会決議で国連における資格をオブザーバー組織からオブザーバー国家に格上げすることが承認された。
その他
コソボは、2008年2月にセルビアからの独立を宣言したが、独立の経緯から常任理事国のロシアが強く国連加盟に反対しているため、加盟の目処は立っていない。
ソマリランド共和国や北キプロス・トルコ共和国などは、現在のところ国家承認をしている国が皆無または極めて少ないことから加盟には至っておらず、国家としての存在自体も認められていない。
サハラ・アラブ民主共和国は、アフリカ連合諸国や中南米諸国を中心に多くの国が国家承認をしているが、正式加盟はもちろんオブザーバー参加も認められていない。

## 問題点

### 敵国条項の問題
国際連合は元々、第二次世界大戦の連合国が母体となってスタートしたものである。そのため国連憲章の53条には、第二次世界大戦で枢軸国側に立った国（特にドイツと日本）が侵略行動を行った場合には、安全保障理事会の議決に基づかずに強制行動がとれるという規定があり、また107条では旧敵国に対する行動については国連憲章に拘束されないという規定がある。この2条と敵国という語を含む77条については、1995年には国際連合総会決議50/52において敵国条項はすでに「死文化（英語: become obsolete）」しているとされ、憲章改正の際には削除するという内容を含む決議案が三か国のみ棄権という圧倒的な賛成多数で採択されている。また2005年9月15日には国連総会特別首脳会合で採択された「成果文書」には「敵国条項の削除を決意する」という決議が採択されている。ただし、国連憲章改正には総会での3分の2以上の賛成および、常任理事国すべてをふくむ安全保障理事会3分の2以上の賛成、そして3分の2以上の加盟国による批准措置が必要であり、また常任理事国の追加問題なども絡んでいるために削除には至っていない。

### 拒否権の問題
国際連合の中でも特に権限の大きい安全保障理事会での採決には常任理事国5カ国と非常任理事国10カ国との合同での採択で決定するが、常任理事国が拒否権を発動した場合、採択は全て否決される。今まで、東西冷戦時代等を中心に採択で常任理事国が拒否権を発動し否決された場合が数多くあり国連で拒否権の在り方が問題になっている。

### 不祥事
2004年にはイラクに対する石油食料交換プログラムを利用したベノン・セバン事務次長やアナン事務総長・ガリ前事務総長の縁者が関与した大規模な不正事件が発覚した。
また2006年1月には国連調達をめぐる3億ドルにのぼる汚職事件が発生。国連は、関与したとされる8人の職員の勤務を一時停止にした。監査した国連内部監理室調達タスクフォースでは報告書において、「犯罪となるような誤った行動」はなかったが、「2000年にまでさかのぼり3件の調達の事例において、職権濫用と管理不行き届きがあった」としている。また、2008年には東京にある国連広報センター (UNIC) が不正経理をしていたとして国連から内部監査を受けていたことが明らかになった。しかし、日本は国連大学の建物を無償で提供しているが、その建物に入っているUNIC東京の家賃を、日本政府が国民の税金を使い国連大学に払っていることが判明した。
2017年、国際連合コンゴ民主共和国ミッションのスウェーデン人とアメリカ人の専門家2人が死亡する事件が発生。当初はコンゴ政府軍による警告に反して反政府組織カムイナ・ンサプのリーダーと面会しようとしたために同組織によって殺害されたとみられていたが、スウェーデンのドキュメンタリー番組Deceptive Diplomacyによって2人の殺害にコンゴ政府軍が深く関わっており、さらに国連もそれを知りながら停戦監視ミッションへのコンゴ政府との協力関係を維持したいがために黙殺し事件をもみ消そうとしていたことが判明している。同番組は国際エミー賞を受賞した。

### 国連による顕彰
国際連合は1968年に国連人権賞を制定している。またそれ以外にも国連が制定した賞、顕彰は多く存在する。一例として国連平和賞（United Nations Peace Medal）は国連によって制定された賞であるが、類似した名称や訳でも国連が無関与の賞も存在する。

## 発行物
- 日本における発行物
  - 1957年3月8日、国際連合加盟記念の切手1種（10円）が発行された。